# Fiorenzuola d'Arda
Fiorenzuola d'Arda (Fiurinsöla [fiurĩˈsøːlɐ] o [fiurĩˈsoːlɐ] in dialetto piacentino) è un comune italiano di 14 958 abitanti della provincia di Piacenza in Emilia-Romagna.

## Geografia fisica

### Territorio
Il territorio del comune di Fiorenzuola d'Arda è elencato tra i comuni di pianura, nella regione agraria Basso Arda; l'altitudine media è di ottantadue metri sul livello del mare. Confina con i comuni di Alseno, Cadeo, Castell'Arquato, Carpaneto Piacentino, Cortemaggiore e Besenzone. Fiorenzuola d'Arda risulta essere il comune più popolato della provincia dopo Piacenza.

### Clima
Fiorenzuola d'Arda appartiene alla zona climatica E.
| Fiorenzuola d'Arda         | Mesi | Mesi | Mesi | Mesi | Mesi | Mesi | Mesi | Mesi | Mesi | Mesi | Mesi | Mesi | Stagioni | Stagioni | Stagioni | Stagioni | Anno |
| Fiorenzuola d'Arda         | Gen  | Feb  | Mar  | Apr  | Mag  | Giu  | Lug  | Ago  | Set  | Ott  | Nov  | Dic  | Inv      | Pri      | Est      | Aut      | Anno |
| -------------------------- | ---- | ---- | ---- | ---- | ---- | ---- | ---- | ---- | ---- | ---- | ---- | ---- | -------- | -------- | -------- | -------- | ---- |
| T. max. media (°C)         | 4    | 7    | 13   | 17   | 22   | 26   | 29   | 27   | 24   | 17   | 10   | 5    | 5,3      | 17,3     | 27,3     | 17       | 16,8 |
| T. min. media (°C)         | −3   | −1   | 2    | 6    | 10   | 13   | 16   | 16   | 13   | 9    | 3    | −2   | −2       | 6        | 15       | 8,3      | 6,8  |
| Precipitazioni (mm)        | 63   | 70   | 77   | 78   | 71   | 63   | 38   | 67   | 57   | 94   | 91   | 70   | 203      | 226      | 168      | 242      | 839  |
| Umidità relativa media (%) | 86   | 83   | 75   | 78   | 76   | 75   | 73   | 75   | 78   | 85   | 88   | 89   | 86       | 76,3     | 74,3     | 83,7     | 80,1 |

- Classificazione sismica: zona soggetta a sismicità bassa.

## Storia

### Preistoria ed epoca romana
La Val d'Arda è stata interessata dal popolamento umano durante tutte le fasi della Preistoria.
Testimonianze del Paleolitico inferiore sono presenti nel comune di Castell'Arquato ove sono state ritrovate schegge di selce nel 1982.
Rinvenimenti relativi al Neolitico si sono avuti in tutti i comuni della vallata a monte della Via Emilia; alla Palazzina d'Olza, nel comune di Fiorenzuola d'Arda, furono scoperti nel 1894 tre fondi di capanne circolari, ritenuti la più importante testimonianza del Neolitico in Val d'Arda.
I resti di palafitte trovati a Fiorenzuola d'Arda in via Bressani tra il 1950 e il 1960, e in vicolo Templari, nel 1967, ritenuti di difficile datazione, lasciano in sospeso l'ipotesi di un abitato palafitticolo; una lama in selce e un pugnale di bronzo rinvenuti a Frascale di San Protaso, frazione di Fiorenzuola d'Arda, e attribuiti a questo periodo, sono custoditi dal 1896 nel Museo Pigorini di Roma.
L'Età del ferro non risulta documentata nel comune di Fiorenzuola d'Arda ma è testimoniata nei comuni di Morfasso, Veleia, Vigoleno, e Villanova sull'Arda.
Nel 222 a.C. l'Emilia è ormai completamente romana e nel 218 Piacenza e Cremona diventano colonie latine.
Insieme ai reperti archeologici, la toponomastica è fonte di dati geografici e sociali in ausilio alla Storia: la presenza in Val d'Arda e in particolare nel comune di Fiorenzuola dei toponimi terminanti nelle desinenze in -asco e -asca denotano la presenza anche dei Liguri, antagonisti di Roma, mentre quelli terminanti in -ena ed -enna denotano l'influenza degli Etruschi.
La Via Emilia e la centuriazione consolidarono l'unità e il saldo possesso della regione da parte dei romani che ne fecero una regione dalle prospere condizioni economiche. Fiorenzuola d'Arda, su questa "strada strategica di prim'ordine e spina dorsale dell'Italia settentrionale" fra città famose, visse quella felice stagione che toccò il suo apice nel II secolo d.C.

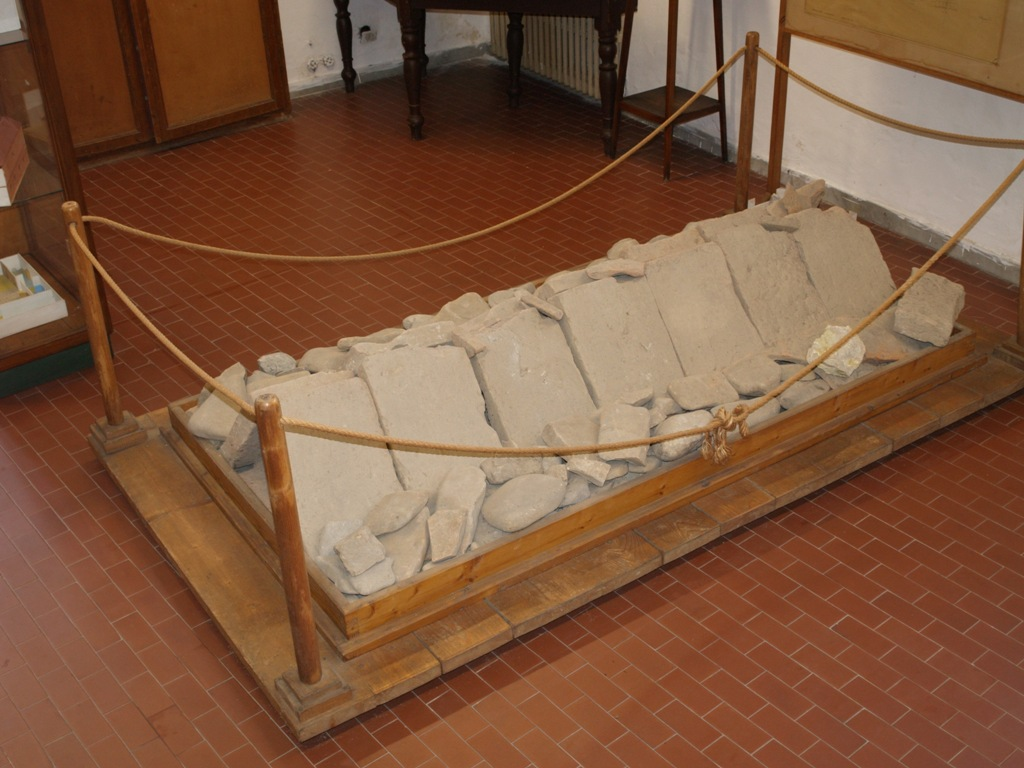
Tomba romana

Fiorenzuola è la Florentia segnata negli itinerari dell'ultima età imperiale: la Tavola Peutingeriana, l'Itinerario di Antonino Augusto e le Coppe argentee sono tutte concordi nello stabilire in 15.000 passi (22 km.) la distanza tra Placentia e Florentia; Fiorenzuola era una mansio, stazione di tappa sulla Via Emilia. Il nome Florentiola compare nell'VIII secolo d.C. nella Cosmografia dell'anonimo geografo ravennate, per distinguerla dalla Florentia Etrusca (Firenze).
Numerose sono le testimonianze dell'impronta romana di Fiorenzuola:
- Anfore Olearie rinvenute nel 1972
- Tomba alla cappuccina risalente al II-III secolo d.C. rinvenuta nel 1976 in località Molinetto e ricostruita nell'atrio della Scuola Secondaria di I grado ove è ancora visibile
- Epigrafe rinvenuta nel 1813 nel Podere Trompella e ora conservata nel Museo Nazionale di Parma

### Medioevo
Piacenza nel 322, secondo un'accreditata tradizione, era già sede vescovile; nel 350 il protovescovo S. Vittore faceva erigere la prima cattedrale piacentina (Basilica Vittoriana). Fiorenzuola, favorita dalla Via Emilia, a 22 km da Piacenza dovette ricevere il messaggio evangelico in quegli anni. Le invasioni barbariche dei Goti, Unni e Longobardi, tra il V e VII secolo, non consentirono tregue e ricostruzioni dei centri minori saccheggiati, incendiati e semidistrutti.
La più antica lapide testimoniante il cristianesimo piacentino fu scoperta nella frazione del Moronasco, in comune di Fiorenzuola d'Arda. I diplomi dei re longobardi Ilprando (744) e Rachis (746) confermavano al vescovo di Piacenza il possesso dei monasteri rurali di Fiorenzuola, Tolla e Gravago e del monastero cittadino dei SS. Tommaso e Siro; un rector li reggeva in nome del vescovo.
Il monastero di Fiorenzuola è ancora documentato, come abbazia benedettina, sotto il titolo San Fiorenzo di Tour, nell'anno 830, in una declaratoria di giudici imperiali a favore di Cosma che ne era abate. Nel X secolo Fiorenzuola era sede di una Pieve, forse la chiesa del monastero soppresso, affidata al clero secolare; da essa dipendevano numerose chiese (dette suffraganee) tra le quali ricordiamo quelle di Alseno, di Baselicaduce, Lusurasco e Moronasco.
Fiorenzuola rinacque intorno al Monastero e poi alla pieve, ove si sviluppò il borgo sulla pianta di un tipico castrum romano. Il Castrum Vetus di Fiorenzuola viene citato in una pergamena del 1248 conservata nell'Archivio Parrocchiale e, nel 1341, nella zona verso Piacenza viene aggiunto ad opera dei Visconti il Castrum Novum (il tutto circondato da mura e fossati). Delle antiche torri è rimasta quella ora adibita a campanile della Collegiata. Durante il regime vescovile l'agricoltura continuò a prosperare tramite la concessione delle campagne a piccoli signori feudali locali e con le forme dell'enfiteusi già presenti nel periodo monastico.
Il 29 luglio 923 fu il giorno più nero della storia di Fiorenzuola, teatro di una tra le più sanguinose battaglie dell'epoca, combattuta tra Berengario I, imperatore del Sacro Romano Impero e Re d'Italia e l'antagonista Rodolfo II di Borgogna.

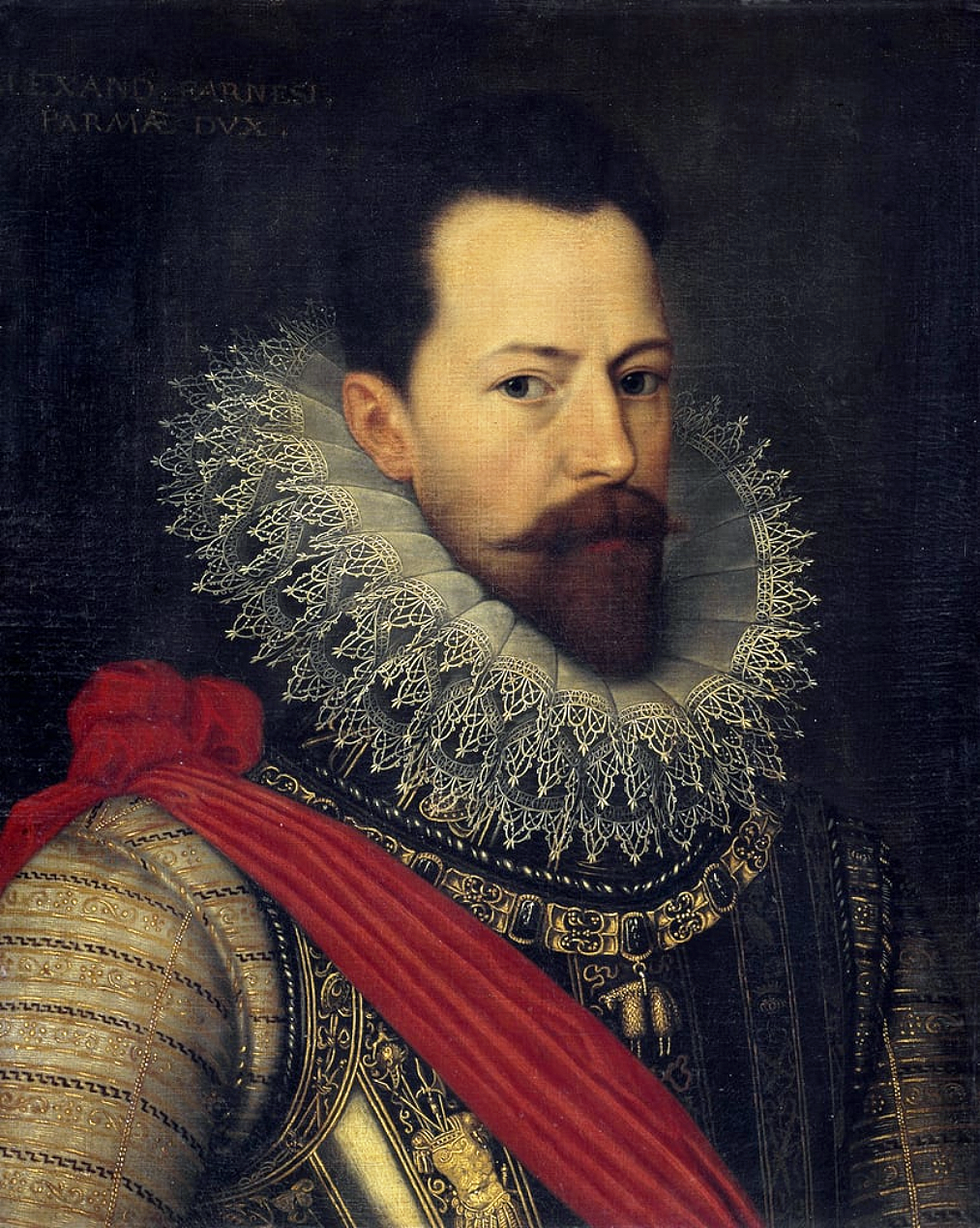
Alessandro Farnese

Durante i primi decenni del XIII secolo Fiorenzuola si eresse a libero Comune; per la sua posizione geografica, sempre nel XIII secolo, fu esposta alle conseguenze delle battaglie combattute nel suo territorio tra parmigiani e cremonesi (ghibellini) alleati contro i piacentini (guelfi). È in quella arroventata atmosfera che a Piacenza si instaurò la Signoria.
Nel 1586 Alessandro Pallavicino, erede e cugino di Sforza Pallavicino dovette cedere, dopo solo un anno di dominio, lo Stato Pallavicino (comprendente il feudo di Fiorenzuola) ad Alessandro Farnese.
Alla Signoria si sostituiva il Principato ed iniziava un periodo storico più civile; nella Comunità sarebbero stati proporzionalmente rappresentati i ceti borghigiani e quelli rurali.
Fiorenzuola fece parte dello Stato farnesiano, che comprendeva i ducati di Parma e Piacenza fino al 1731, anno della morte dell'ultimo duca Antonio Farnese. Seguì la dominazione dei Borboni, eredi e discendenti dei Farnese.
Una grida del 25 ottobre 1802 annunciava ai fiorenzuolani la decisione che l'esercizio della sovranità era diventato di pieno diritto della Repubblica Francese: era quindi l'inizio della dominazione napoleonica.

### Risorgimento ed età moderna
Maria Luigia d'Austria, vedova dell'Imperatore Napoleone Bonaparte, sarà la Duchessa della Restaurazione governando il ducato dal 1814 al 1847. Alla sua morte, come stabilito da una clausola del Trattato di Vienna, il Ducato ritornò alla dinastia dei Borboni.
Tra gli avvenimenti importanti di questo periodo ebbe una certa risonanza lo scontro avvenuto il 25 febbraio 1831 tra un battaglione austriaco di 500 soldati ed una colonna di 170 insorti (in gran parte studenti) venuti da Parma a presidiare Fiorenzuola: caddero due insorti e altri 22 furono arrestati e condotti prigionieri a Piacenza.
Il 26 marzo 1848 l'anzianato delibera la formazione di una guardia civica nazionale per mantenere l'ordine pubblico. Il 10 maggio dello stesso anno Fiorenzuola si annetteva al Piemonte.
Il 18 marzo 1860 la provincia di Piacenza viene dichiarata parte integrante del Regno d'Italia e il 18 maggio 1862 viene fondata la Società del Mutuo Soccorso tra gli operai di Fiorenzuola d'Arda.
Dal 1º gennaio 1866 la denominazione ufficiale della città divenne Fiorenzuola d'Arda. Con l'annessione al Regno e la relativa pace fiorirono, negli anni successivi, numerose opere quali, ad esempio, la Raffineria dei Petroli nel 1892 prima in Italia
Durante il primo conflitto mondiale gli edifici adatti di Fiorenzuola vennero trasformati in stabilimenti sanitari per malati e feriti di guerra per una capienza totale di 800 posti. I caduti fiorenzuolani furono 210 e ad essi venne dedicato il Monumento in Piazza Caduti. Tra i due conflitti mondiali la città attraversò un periodo relativamente florido nonostante la crisi economica di quegli anni. Durante il secondo conflitto mondiale Fiorenzuola venne colpita dai bombardamenti e fu così che molti abitanti cominciarono ad essere sfollati in luoghi ritenuti più sicuri come i poderi La Confina, La Dugara e Riomezzano. Il contributo di vite umane fu alto soprattutto tra i civili e questo fu riconosciuto dal presidente della Repubblica con la medaglia d'oro al valore militare concessa con decreto del 12 aprile 1996 e consegnata dallo stesso il 9 ottobre
Qualche anno più tardi Fiorenzuola viene insignita del titolo di città (D.P.R. 18 settembre 1956) e tale evento è ricordato con una targa sulla facciata del municipio. Negli anni sessanta-settanta lo sviluppo territoriale della città arrivò al suo massimo e, nel giro di pochi anni, si triplicò l'estensione dell'abitato che per secoli era rimasto immutato.

### Simboli

#### Stemma

Lo stemma di Fiorenzuola d'Arda.

Lo stemma ufficiale di Fiorenzuola d'Arda, riconosciuto con DPCM dell'11 marzo 1955 e prescritto dal modello allegato al decreto presidenziale del 18 settembre 1956 che le concede il titolo di città è così composto:
Le tre rose sono disposte, nel campo rosso dello scudo, come i vertici di un ideale triangolo isoscele capovolto. Gli ornamenti esteriori sono la corona murale del Comune, sopra lo scudo, formata da un cerchio aperto da quattro pusterle di cui tre visibili con due cordonate a muro sui margini, sostenente una cinta aperta a sedici porte di cui nove visibili, ciascuna sormontata da una merlatura a coda di rondine: il tutto d'argento e murato di nero, e il serto, sotto la punta dello scudo, formato da un ramo di alloro alla destra e da uno di quercia a sinistra, serrati da un nastro tricolore.
Il più antico stemma civico è affrescato nel sottoarco dell'abside della Collegiata di San Fiorenzo, nei due cerchi-scudi ovati sostenuti da putti all'inizio dei festoni, ad opera di un ignoto pittore lombardo della fine del XV secolo. Rispetto ad esso, la versione usata ufficialmente dal comune prevede che le rose siano rappresentate realisticamente con il gambo, il ricettacolo e i petali, ferma restando la blasonatura.
All'origine dello stemma sono associate alcune leggende popolari: la prima pertiene a una battaglia combattuta presso Fiorenzuola nel 73 a.C. da Marco Lucullo, il quale aveva esitato a dare inizio alle ostilità perché in inferiorità numerica (sedici plotoni contro i cinquanta del nemico); all'improvviso però si levò un forte vento dalla pianura, che portò sulla sua tendopoli una grande quantità di rose, che si fermarono sugli elmi e sugli scudi dei soldati luculliani, il quale interpretò il fatto come un segnale divino di buon auspicio, risolvendosi ad attaccare il nemico con grande slancio e riuscendo infine ad annientarlo.
Un'altra versione, pur mantenendo invariati i particolari delle rose cadute su un accampamento militare alla vigilia di un'importante battaglia, fa riferimento allo scontro che nel 923 contrappose Berengario I, imperatore del Sacro Romano Impero e Re d'Italia e l'antagonista Rodolfo II di Borgogna.
La terza ipotesi leggendaria afferma che le rose siano la rappresentazione allegorica delle tre figlie di un nobile che abitava in queste località; la fama della loro bellezza si sparse in tutto il contado ed arrivò sino alle orecchie di un guerriero che, con la sua crudeltà, faceva vivere nel terrore i residenti della zona. Costui quindi assassinò i genitori e rapì le tre fanciulle, il cui pianto però commosse una divinità dei boschi che, per salvarle, le trasformò in tre rose bianche. Il cavaliere, adirato, cercò di strappare i fiori dal terreno, ma essi erano saldamente ancorati al suolo ed egli si punse con le spine, fino a morire dissanguato.
Un'ulteriore leggenda vuole invece che un drago avesse rapito tutte le fanciulle di un villaggio della Val d'Arda e nessun abitante del posto, malgrado i diversi tentativi, fosse riuscito a salvarle. Arrivarono quindi quattro nobili cavalieri gemelli forestieri che sfidarono il drago: al tramontare del sole tre di essi furono uccisi, ma non il più giovane, che riuscì infine ad ammazzare la bestia, per poi sciogliersi in un pianto addolorato per la perdita dei suoi fratelli. La principessa Fiore, che era la ragazza più bella del villaggio, gli cucì quindi sul mantello tre rose bianche, in ricordo dei tre valorosi giovani caduti.
Al netto delle ipotesi leggendarie, lo stemma di Fiorenzuola rientra nella categoria degli stemmi parlanti, che evocano nel loro disegno il significato del toponimo; peraltro in araldica il giglio e la rosa sono i fiori più comuni nei blasoni, ove spesso sono rappresentati in tre unità.
Il gonfalone, concesso con DPR del 2 agosto 1955, è un drappo trinciato di bianco e di rosso.

### Ricorrenze
Il santo patrono di Fiorenzuola d'Arda è San Fiorenzo di Tours e lo si celebra il 17 ottobre. Compatrono della Città sull'Arda è San Bernardo, dal 1693. La sua festa è il 20 di agosto. Anticamente Fiorenzuola aveva un altro patrono: San Bonifacio.

## Monumenti e luoghi d'interesse

### Architetture religiose

#### Chiesa di San Fiorenzo

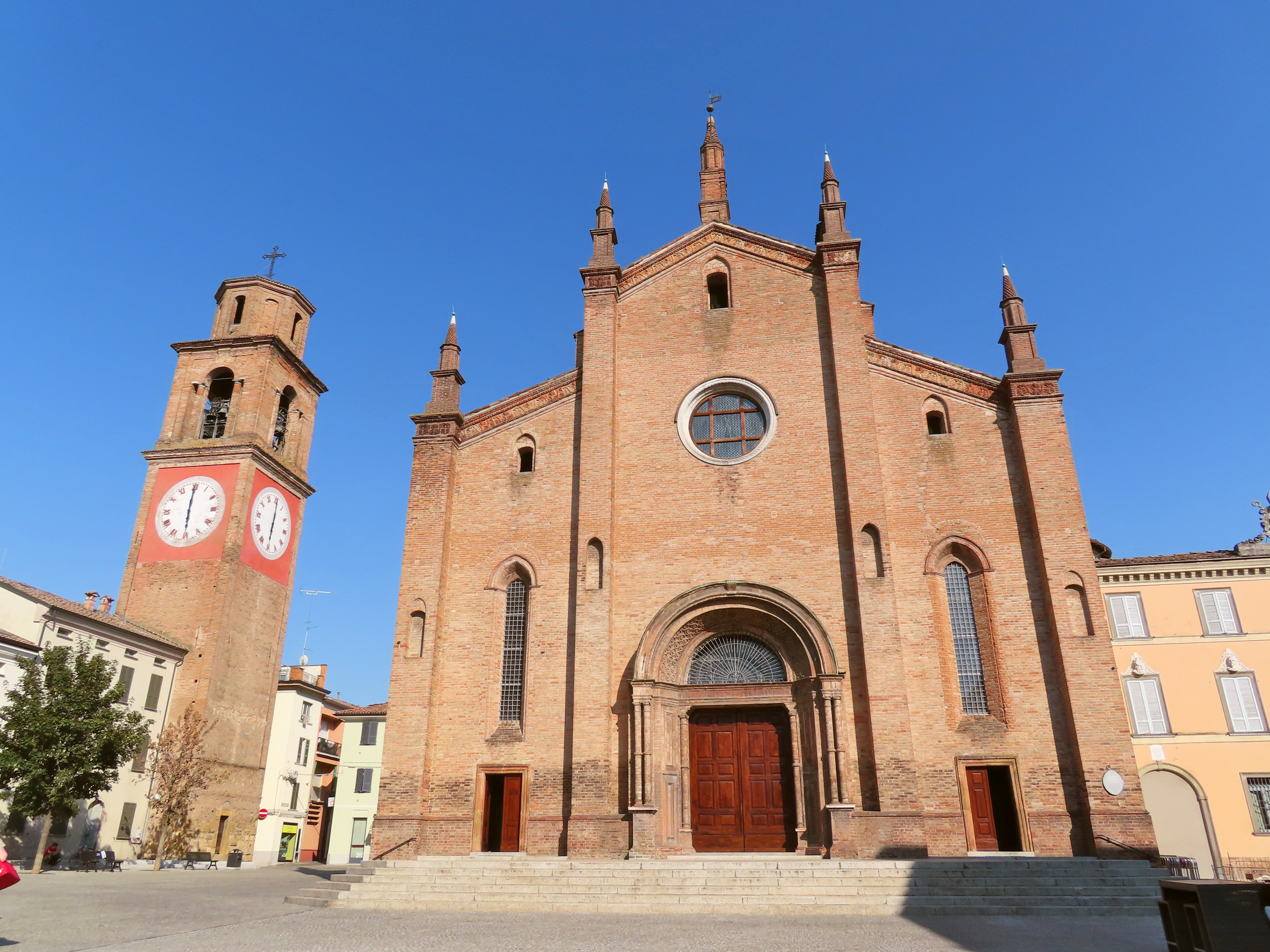
Chiesa di San Fiorenzo

La chiesa parrocchiale di Fiorenzuola d'Arda è dedicata a san Fiorenzo di Tours. Ebbe una lunga e travagliata vicenda di edilizia, dal XIII secolo agli ultimi restauri del 1933 promossi dall'arciprete mons. Luigi Ferrari, che resse la parrocchia dal 1921 al 1964.

#### Oratorio della Natività della Beata Vergine Maria

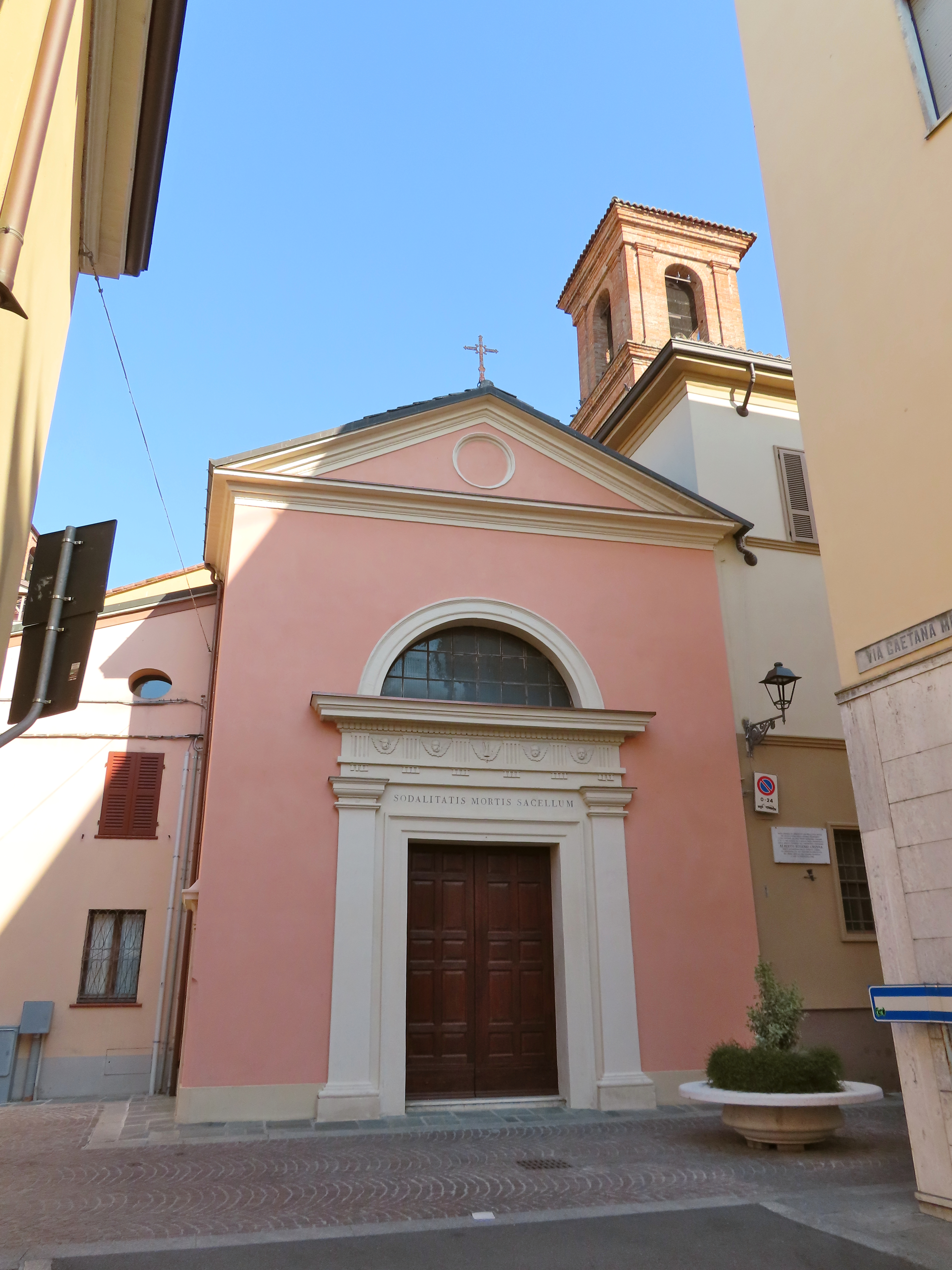
Oratorio della Natività della Beata Vergine Maria

L'oratorio della Natività, detto della "morte", è un piccolo santuario rinascimentale. Situato a metà di via della liberazione si fa notare per la graziosa facciata cinquecentesca adorna di un bel portale marmoreo, coronata da un timpano con un finestrone semicircolare inserito.
L'interno è a croce greca con una cupola ellissoidale, i semipilastri sono di colore rosso e le pareti ravvivano la quieta e mistica luce.
A destra si apre la cappella dell'addolorata, decorata nel 1878 dal fiorenzuolano Tito Rocca; la campata centrale si prolunga ai lati con due cappelle i cui altari sono stati demoliti ma restano i policromi paliotti barocchi murati sulle pareti di fondo, ambedue dello stesso disegno, e due tele di ignoti pittori.
In quella di destra una natività di Maria " notevole dipinto cinquecentesco di carattere cremonese molto vicino al malosso e con chiari ricordi dell'ambiente correggesco, in particolare del parmigiano (a.g. Quintavalle). Le nature morte ricordano i Campi". Per Corrado Mingardi è "opera assai interessante che rivela i modi dei Fiamminghi (Gian Battista, Gian Mauro e Mauro della Rovere) attivi in Lombardia e Piacenza; il gruppo principale delle ancelle e della lavatrice è ripreso tale e quale da un quadro di Ambrogio Figino in S.Antonio a Milano.
Nella cappella di sinistra il transito di san Giuseppe, di mediocre fattura; sul presbiterio domina la statua della Madonna del Carmine.
Nelle antiche piante topografiche di Fiorenzuola questo oratorio era denominato oratorio dello Spedale dei pellegrini o di Santa Maria dei battuti o dei disciplinati
Si ha notizia che nel 1600, nei giorni festivi, vi si istruivano le fanciulle nella dottrina cristiana.

#### Chiesa e convento di San Francesco

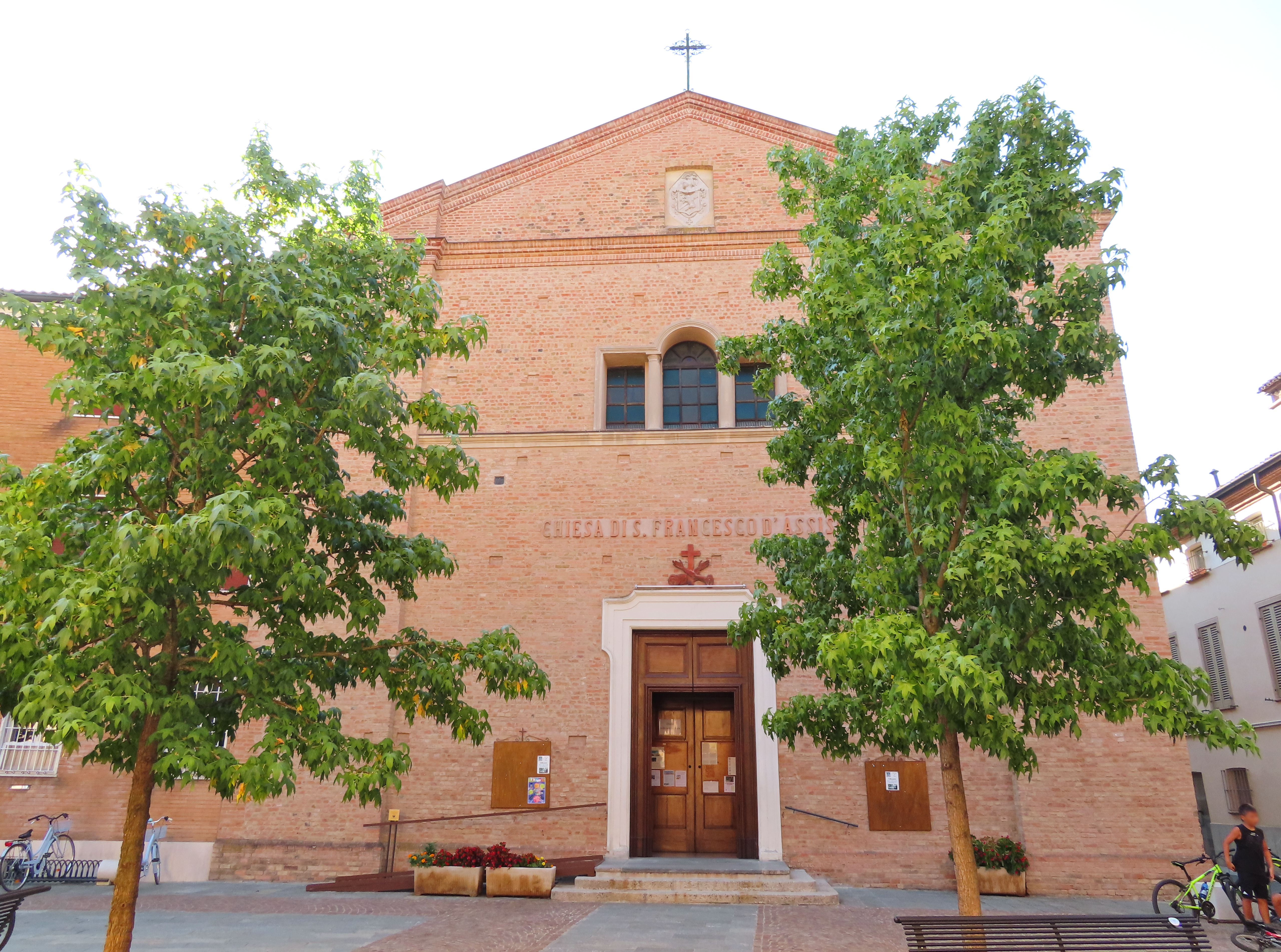
Facciata della chiesa di San Francesco

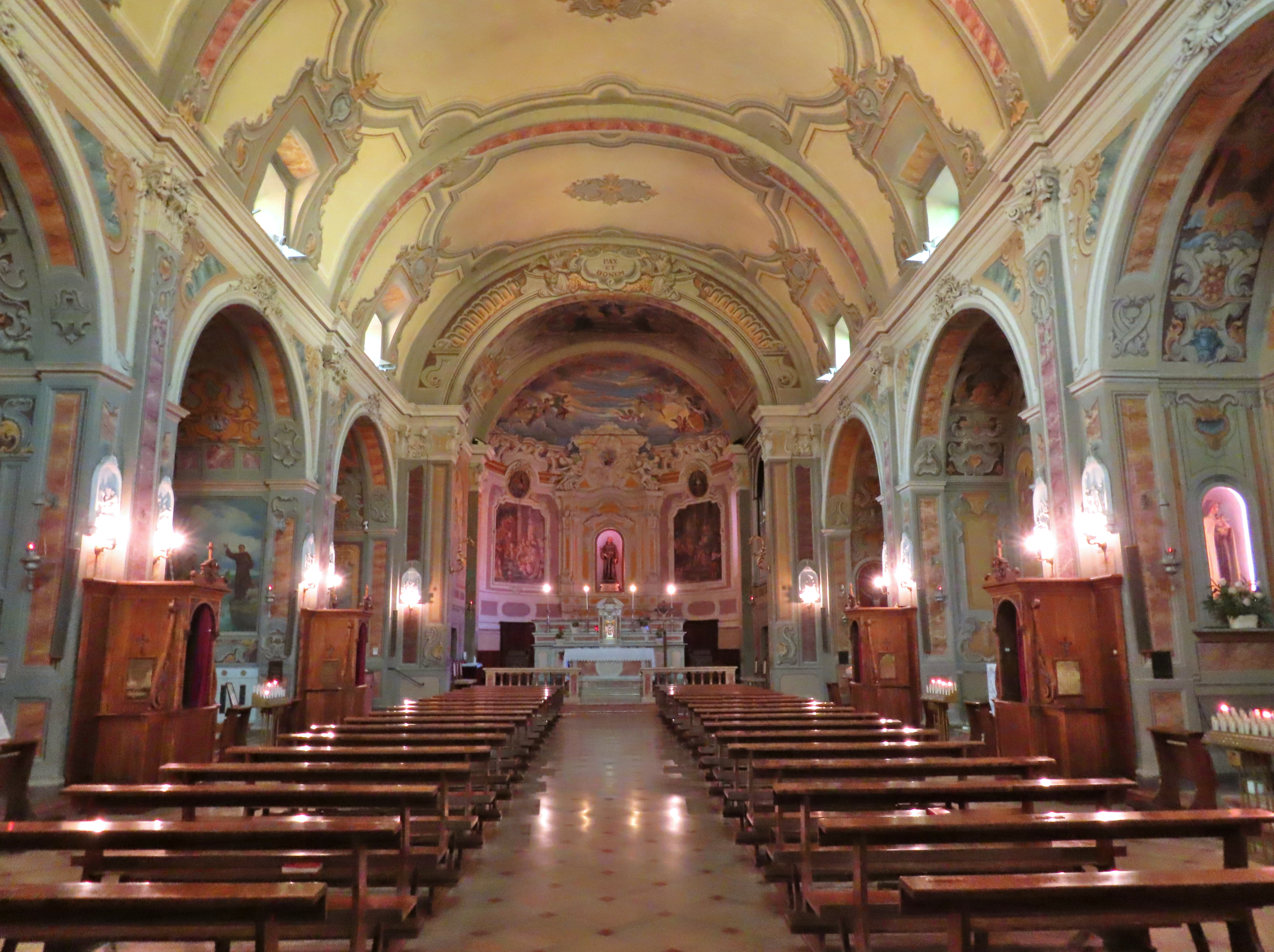
Navata della chiesa di San Francesco

La costruzione della chiesa iniziò nel 1519 con il permesso del Papa Leone X.
Risulta essere tripartita orizzontalmente:
- nella sezione inferiore s'apre un semplice portale
- nella centrale una piccola finestra serliana tripartita, rinascimentale
- nella superiore, al centro del timpano, campeggia lo stemma di casa Lucca alla quale si devono la conservazione, i restauri e la riapertura del tempio al culto dopo un secolare abbandono a seguito di un decreto di Napoleone.

Successivamente la chiesa visse un periodo di splendore artistico venendo riccamente decorata e abbellita da quadri di valore e fu riaperta nel 1898.
Ai lati s'aprono quattro cappelle per parte; tutta la decorazione baroccheggiante della volta, del catino absidale e delle cappelle è frutto di successivi interventi del nostro secolo e così per gli altari marmorei e la pavimentazione.
Con le offerte della popolazione fiorenzuolana nel 1632 ebbe inizio la costruzione del convento il cui orto aveva una superficie di 2286 m²; una parte di esso rimase annessa al convento, e più tardi all'Asilo infantile, mentre sull'altra furono costruite le case operaie, volute nel 1863 da Luigi Lucca.
Il 29 giugno 1805 il commissario Canevali, in virtù del decreto di Napoleone, sequestrava il convento intimando lo sfratto ai religiosi francescani che furono costretti a trasferirsi in quello di San Giovanni.
Nel 1816 Maria Luigia aderiva alla richiesta dei fiorenzuolani e concedeva agli stessi religiosi di ritornare nel loro convento, dove rimasero fino al 1860.

#### Chiesa ed ex-convento di San Giovanni

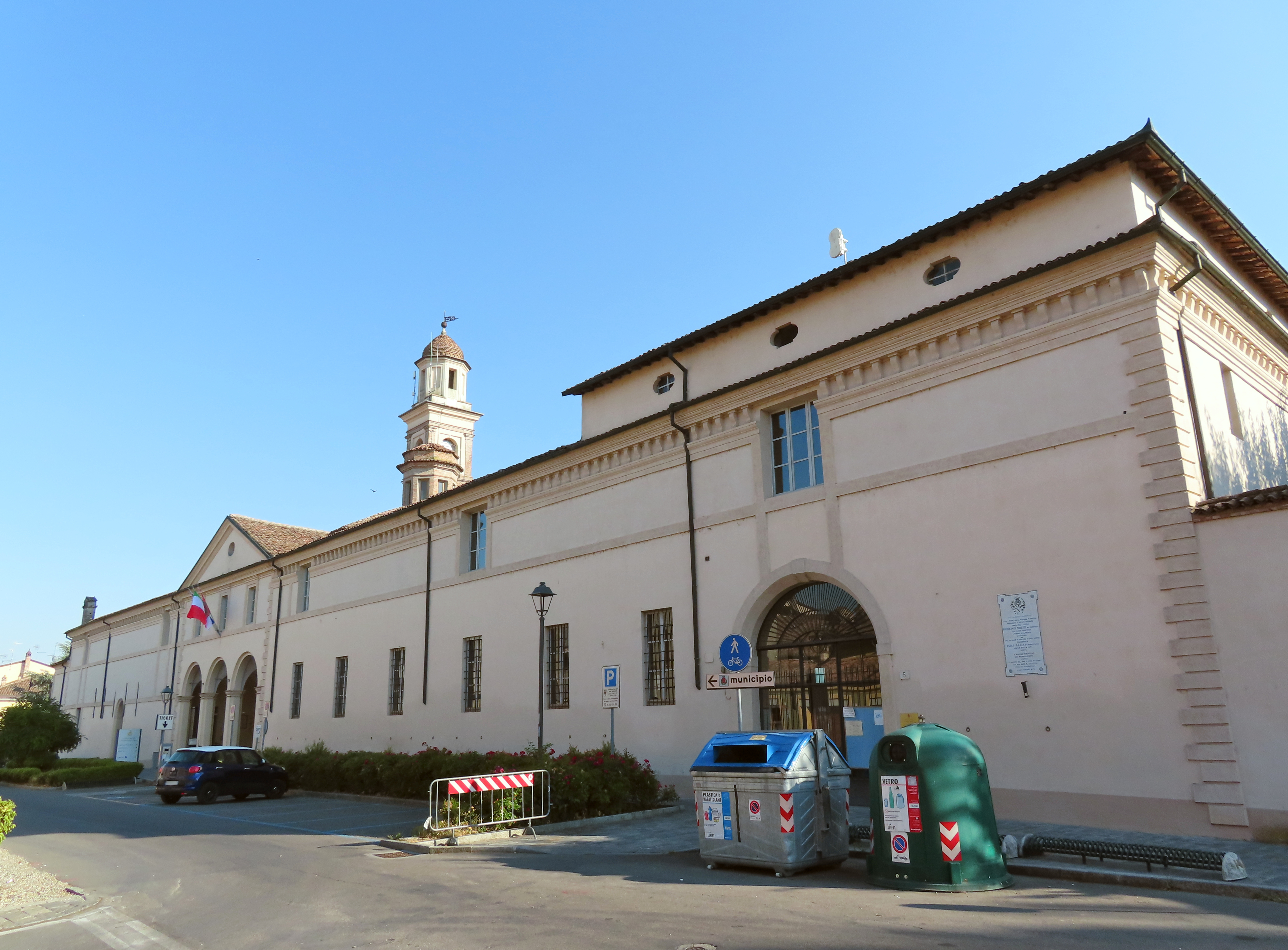
Facciata dell'ex-convento ora sede del Municipio

Sul piazzale S. Giovanni il complesso rettangolare di convento e chiesa mostra la mole di uno dei più grandi monasteri della nostra zona. Nel 1451 venne consacrata la chiesa dell'Ordine religioso degli Umiliati; nel 1571 Papa Pio V soppresse l'Ordine degli Umiliati e così venne chiusa anche la chiesa. Nel 1605 l'Ordine dei Riformati di S. Bernardo si stabilì a Fiorenzuola, demolì la chiesa e le case degli Umiliati e vi costruì una parte dell'attuale monastero ed il tempio ottagonale con la cupola.
Tutti gli arredi originari, i quadri, le statue, il coro di legno, che era oggetto di ammirazione, vengono venduti nel 1892 ad un antiquario milanese. Nel corso dei secoli il Convento andò soggetto alle più svariate destinazioni d'uso: ad esempio nel 1691 fu occupato dalle truppe tedesche dell'imperatore Leopoldo, nel 1769 il Governo parmense soppresse il convento dei Bernardini e le rendite andarono a favore dell'ospedale degli Infermi. Dal 1806 al 1812 ospitò il Tribunale imperiale di Napoleone. Nel 1817 venne assegnato alla duchessa Maria Luigia che concesse ai francescani di stabilirsi nel convento, poi fu di nuovo laicizzato e tutto quanto il complesso passò al comune che vi istituì l'ospedale dei Tisici.
Nel 1871 il comune acquistò il Convento trasformando la parte nord della chiesa in Caserma e la parte sud in prigione mandamentale. Nel 1892 la chiesa e parte del convento furono trasformati in locali doganali. Durante la seconda guerra mondialele cantine vennero utilizzate dai fiorenzuolani come rifugio antiaereo. Nel 1972 il Comune decise di far restaurare il Convento su progetto dell'architetto Muracchini di Parma; nel 1974 vennero aperti i Centri Socio-Culturale, l'Auditorium e inaugurata la nuova sede della biblioteca; la bella chiesa barocca restaurata ora serve da sala manifestazioni musicali e culturali.

#### Oratorio di Caravaggio

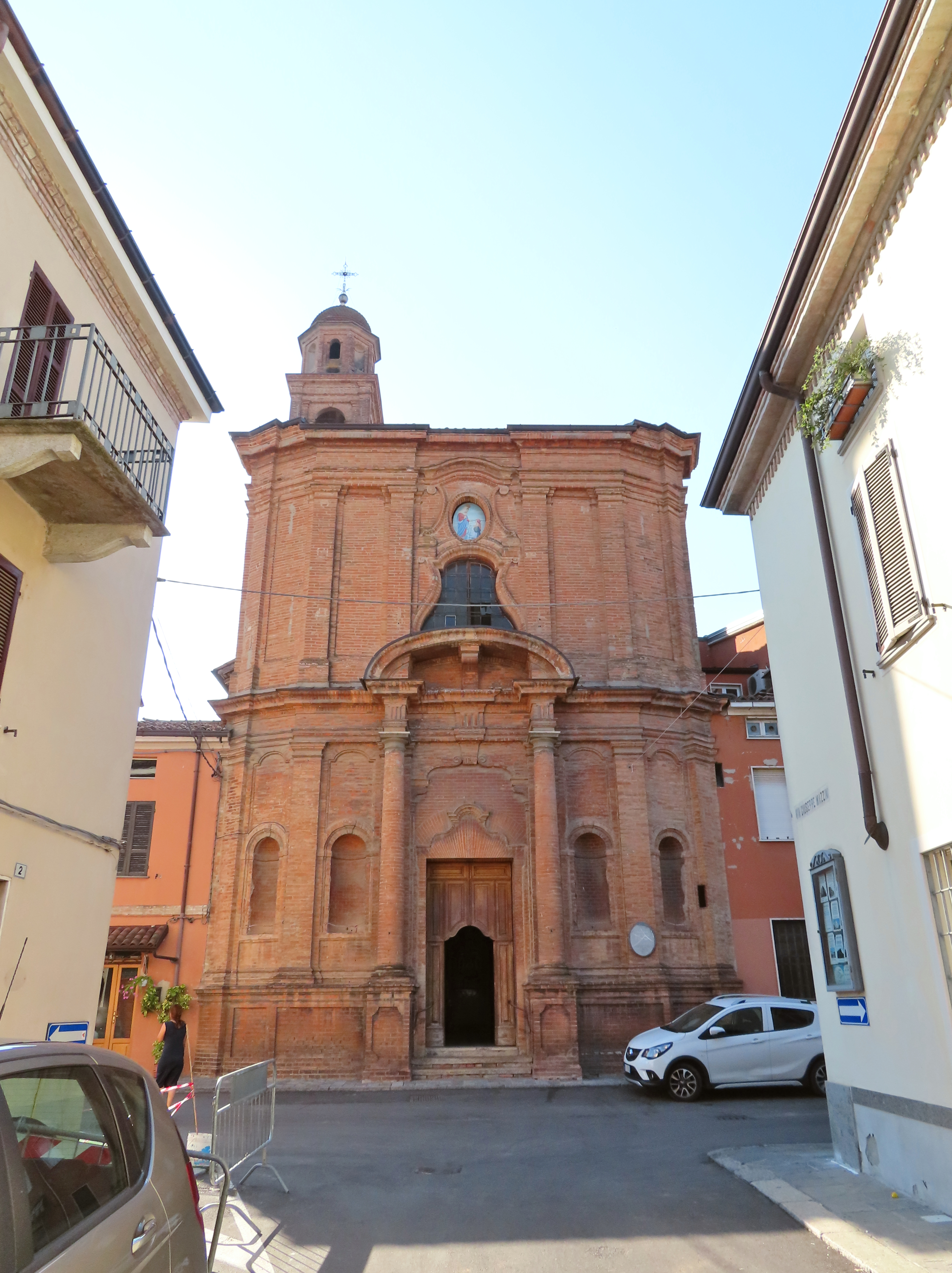
Facciata della chiesa della Beata Vergine di Caravaggio

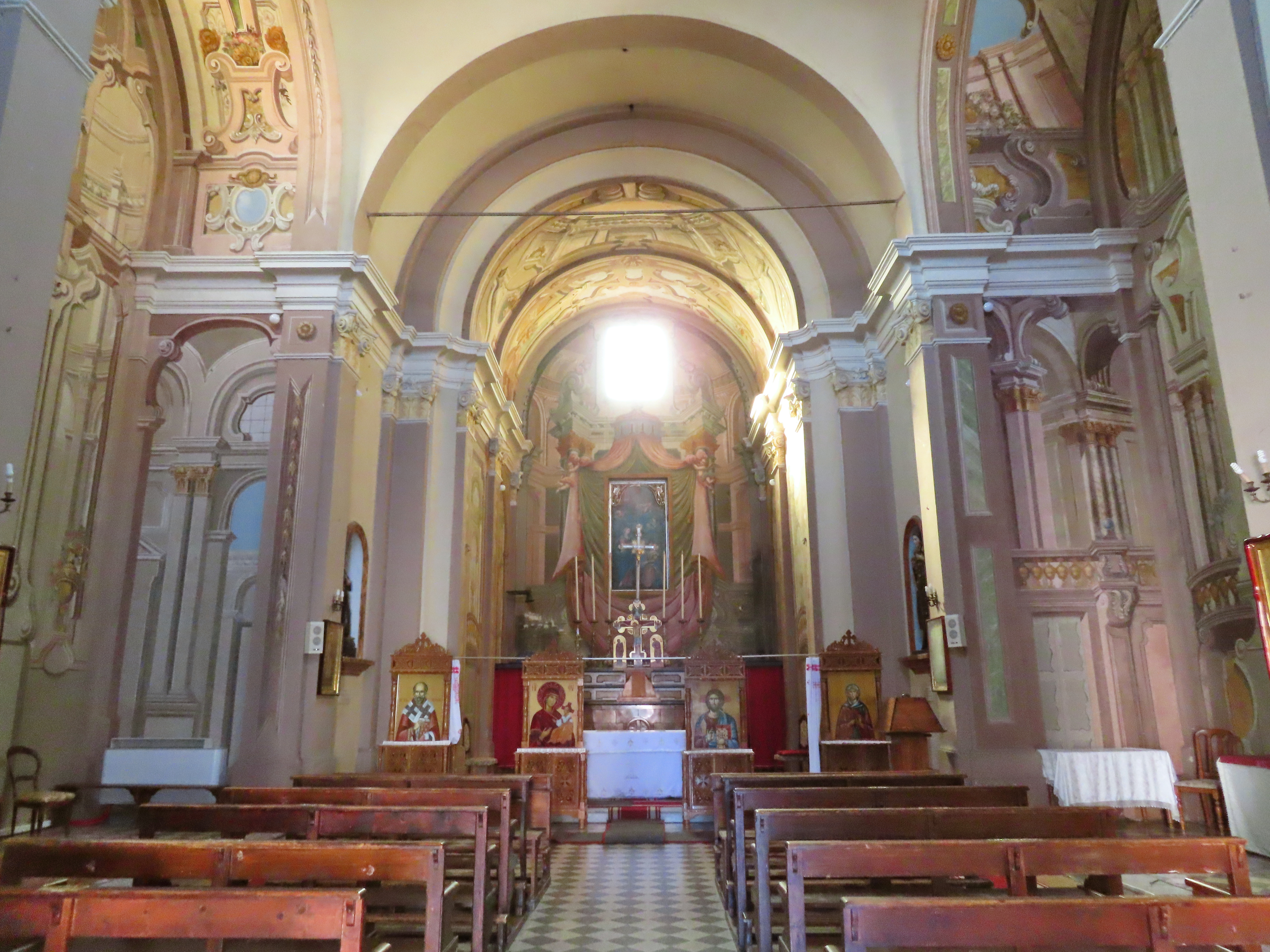
Navata della chiesa della Beata Vergine di Caravaggio

Nel 1621 si costituiva la Confraternita degli Agonizzanti, detta di San Giuseppe; ad essa pare si debba la costruzione della chiesa comunemente detta Caravaggio. La tradizione vuole che la chiesa sia stata eretta quale voto di popolo in occasione di epidemie e guerre ed è dedicata alla Beata Vergine di Caravaggio.
La pianta del tempio è ad unica navata. Nell'interno, sopra la porta e per tutta la larghezza della controfacciata, una capace cantoria in muratura, con parapetto sagomato e decorato da strumenti musicali dipinti, evoca pompose liturgie.
Il titolo di Oratorio Ducale fu concesso ai tempi di Ferdinando di Borbone e confermato poi da Maria Luigia.
Nel 1861, per concessione di re Vittorio Emanuele II, fu sostituito con quello di Reale; nel 1862 nell'oratorio si tenne un'assemblea di centoventidue artigiani e operai fiorenzuolani per fondare la Società di Mutuo Soccorso.
Nel 1937 fu restaurata la facciata della chiesa, grazie ad un contributo concesso da Secondo Gonzaga e alla manodopera volontaria dell'impresa edile Bagatti.

#### Chiesa del Beato Giovanni Battista Scalabrini

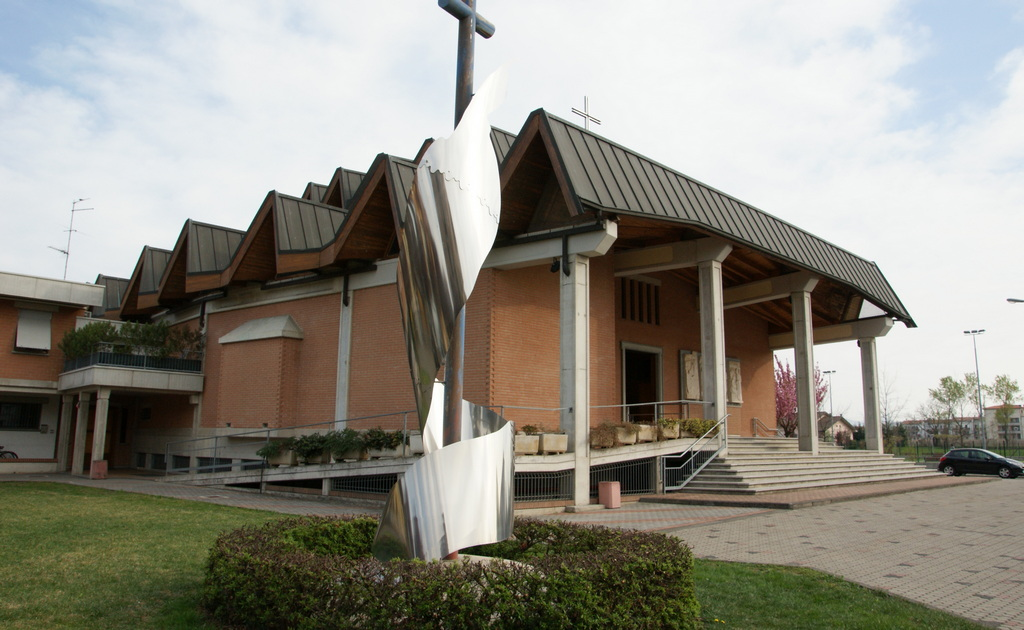
Chiesa del Beato Giovanni Battista Scalabrini

Unitamente alla chiesa Collegiata, può essere pensata come uno dei due fuochi di una virtuale ellisse: quella della comunità cristiana che si riconosce nella parrocchia di San Fiorenzo. Questi due luoghi di culto esprimono infatti la volontà di favorire l'unione e la comunione fra tutti i membri di una stessa parrocchia senza distinzioni tra centro e periferia.
L'esigenza di un luogo in cui la comunità potesse convenire per la liturgia, la formazione e la fraternità nasce fin dal 1964 a seguito della constatazione che lo sviluppo urbanistico di Fiorenzuola d'Arda si estendeva prevalentemente a sud in quanto nelle altre direzioni risultava bloccato dalla ferrovia e dal torrente Arda.
Soltanto trent'anni più tardi si sarebbe potuto iniziare l'opera: il 17 ottobre 1995 vi fu la posa della prima pietra.
L'inaugurazione ufficiale del nuovo centro pastorale avvenne il 5 giugno 1999 alla presenza del vescovo Luciano Monari.
Con il passare degli anni la chiesa e il centro pastorale sono diventati sempre più luogo di incontro per celebrazioni e momenti di preghiera della comunità cristiana oltre ad essere diventati spazio in cui si ritrovano ragazzi, giovani e adulti per diverse circostanze.

#### I Mistadelli
La religiosità popolare e rurale ha portato alla costruzione di cappelle votive principalmente poste lungo gli assi viari della Val d'Arda. Tali monumenti, pur non presentando pregi artistici particolari, sono comunque indicativi della concezione religiosa del mondo agricolo basato principalmente su un rapporto di "do ut des"

### Cimiteri

#### Cimitero comunale

Ingresso Cimitero

Il cimitero più antico di cui si ha traccia risale al 1200 ed era situato nel luogo dove ora sorge la canonica e parte del giardino. Nel 1804 si autorizzava lo spurgo dei sepolcri gentilizi nella Chiesa Maggiore e del cimitero attiguo (decreto del Vescovo di Piacenza).
Il nuovo cimitero sorse in piazza Dogali (poi Piazza piccola del Mercato) e venne utilizzato fino al 1875 quando lo spazio disponibile divenne insufficiente e l'ubicazione ritenuta inadeguata in quanto troppo al centro del paese.
La costruzione dell'attuale cimitero venne completata nell'anno 1876 su disegno del Cav. Dellacella e fino al 1877 si procedette al trasferimento delle ossa dal vecchio cimitero con contemporanea bonifica di piazza Dogali. Una successiva opera di ampliamento si ebbe negli anni '80.

#### Cimitero ebraico

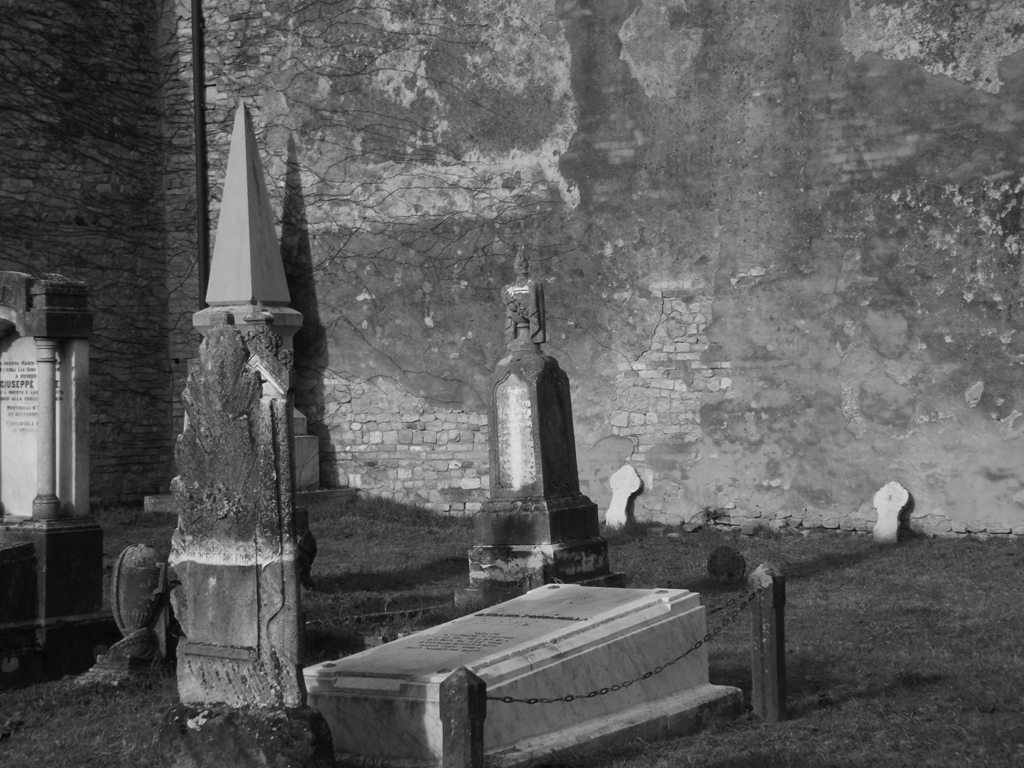
Particolare del Cimitero Ebraico

Il Cimitero Ebraico è situato a nord-est del cimitero comunale, a ridosso del muro di cinta, ed è di fatto l'unico retaggio della comunità ebraica di Fiorenzuola d'Arda, che nel 1749 consisteva di circa 200 abitanti, poi progressivamente scemati col passare dei secoli (129 nel 1757, 113 nel 1803, 75 nel 1881).
È un appezzamento di terreno a forma triangolare, realizzato nel 1881 in sostituzione del precedente sito sepolcrale, ubicato lungo l'argine dell'Arda. Leggendo le iscrizioni sulle tombe si trovano i nomi delle antiche famiglie ebraiche, quali Finzi, Levi, Fontanella e Foà.
L'ultimo cittadino di religione e stirpe ebraica sepolto in questo cimitero fu il rag. Leonardo Foà nel 1984; la sua scomparsa segnò di fatto l'estinzione della relativa comunità.

### Edifici storici

#### Piazza Molinari

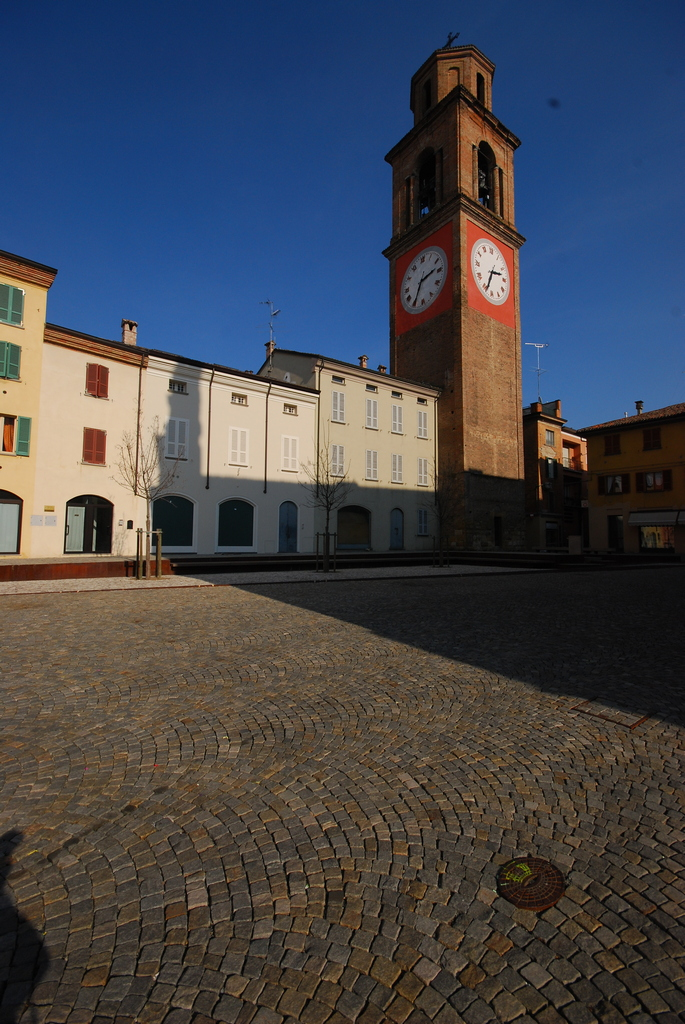
Porzione di Piazza Molinari

Piazza Fratelli Molinari è l'antica Piazza Grande al centro del paese. Nel mezzo è situata la Collegiata, sullo sfondo di levante è visibile la torre mentre a ponente, sulla sommità d'un palazzo settecentesco, il belvedere, altissimo e con un ritmo di arcate.
La composizione di questo quadro urbano è di grande interesse per il contrasto fra le opere architettoniche e l'edilizia che la circonda..

#### La torre campanaria

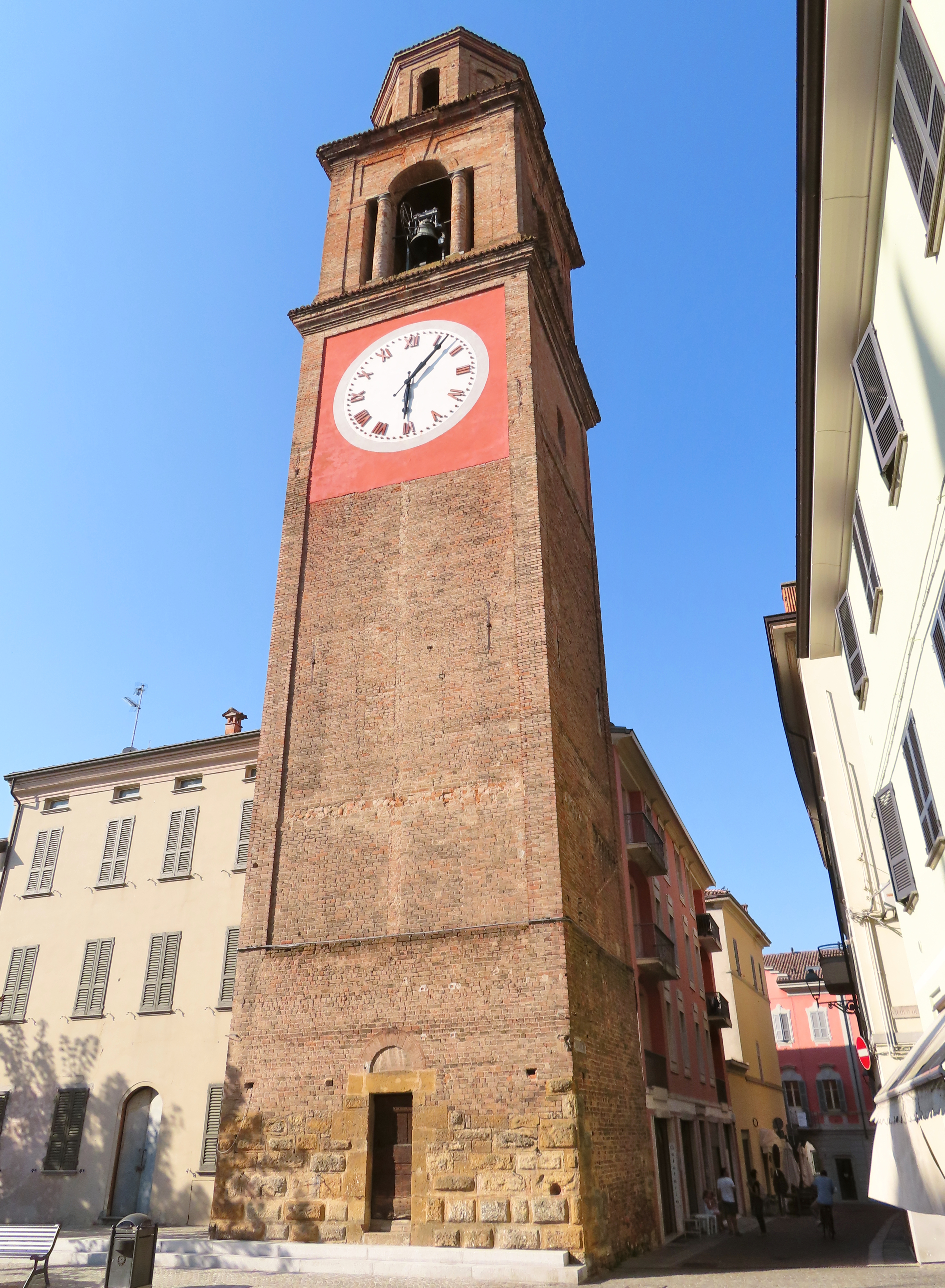
Torre campanaria

L'importante mole della torre a pianta quadrata, detta anche rocca centrale, si eleva su un basamento tardo romano costituito dal rustico bugnato del paramento attorno alla porta.
Il coronamento, formato dalla cella campanaria e dalla soprastante cupoletta, è settecentesco e fu decretato dalla Comunità nel 1753. Sulla facciata, nel 1770, è stata dipinta una meridiana, disegnata da Pietro, padre guardiano dei frati minori osservanti di San Francesco. Nel 1774 fu applicato un orologio.
È documentata, tuttavia, la presenza di un precedente orologio, deliberato dalla Comunità nel 1697, che batteva le ore sul campanone..

#### Canonica
Il palazzo in cui ha sede la canonica è stato costruito, nelle forme attuali, nel 1892 per iniziativa dell'allora arciprete mons. Pietro Piacenza. La facciata è decorata da sette medaglioni con le effigi in bassorilievo di famosi ecclesiastici fiorenzuolani e piacentini. Sono, da sinistra:
- Guglielmo di S. Lorenzo, piacentino arciprete di Fiorenzuola, nel 1257. Papa Gregorio X lo elesse Camerlengo di Santa romana chiesa e vicario spirituale della Marca di Ancona.
- Mons. Alberigo Draghi, di Fiorenzuola, domenicano.
- Cardinale Vincenzo Maculani, domenicano, nato a Fiorenzuola nel 1578.
- Cardinale Pietro Diani, nato a Fiorenzuola verso il 1140.
- Cardinale Giulio Alberoni (Piacenza 1664-1752).
- M. Lazzaro Pellizzari (Fiorenzuola, verso il 1545 - Modena 1610)
- Padre Zaccaria Campioni, gesuita.

Sull'orlo del cornicione spiccano tre fastigi: a sinistra lo stemma sormontato dal triregno di Papa Leone XIII, vicario di Cristo al tempo della costruzione della canonica; a destra lo stemma di Giovanni Battista Scalabrini vescovo di Piacenza; al centro del cornicione, quasi uno stemma, grandeggia l'effigie di S. Fiorenzo vescovo, in sella ad un cavallo..

#### Monumento ai caduti
Il Monumento ai caduti della guerra 1915 - 18, eretto in piazza dei caduti, opera dell'architetto Manfredo Manfredi in collaborazione, con lo scultore Giuseppe Tonnini, fu inaugurato l'11 novembre 1923.
"Comporrà il monumento - si legge nella relazione del progetto stipulata da Manfredi - una grande ara votiva, sull'esempio di quelle classiche dell'architettura romana, informata a grande semplicità di linee: poserà su uno stilobate ...formeranno nella base due gradoni". La statua bronzea del fante eretto in posizione di riposo, campeggia sulla fronte del monumento. Ai lati, sul basamento, sono scolpite due epigrafi dettate dal prof. Mario Casella.
I fiorenzuolani caduti nella prima guerra mondiale furono duecentodieci, dei quali novantacinque in combattimento o in seguito a ferite, trentaquattro dispersi, settantasei per malattie contrattate in servizio e cinque per cause diverse.
L'elenco di queste vittime della guerra, pubblicato in un fascicoletto dalla tipografia Malvezzi, con poetica dedica dello stesso Casella e un'illustrazione dell'architetto Mario Bacciocchi, uscì nel giorno della inaugurazione del monumento.

#### Palazzo Bertamini Lucca

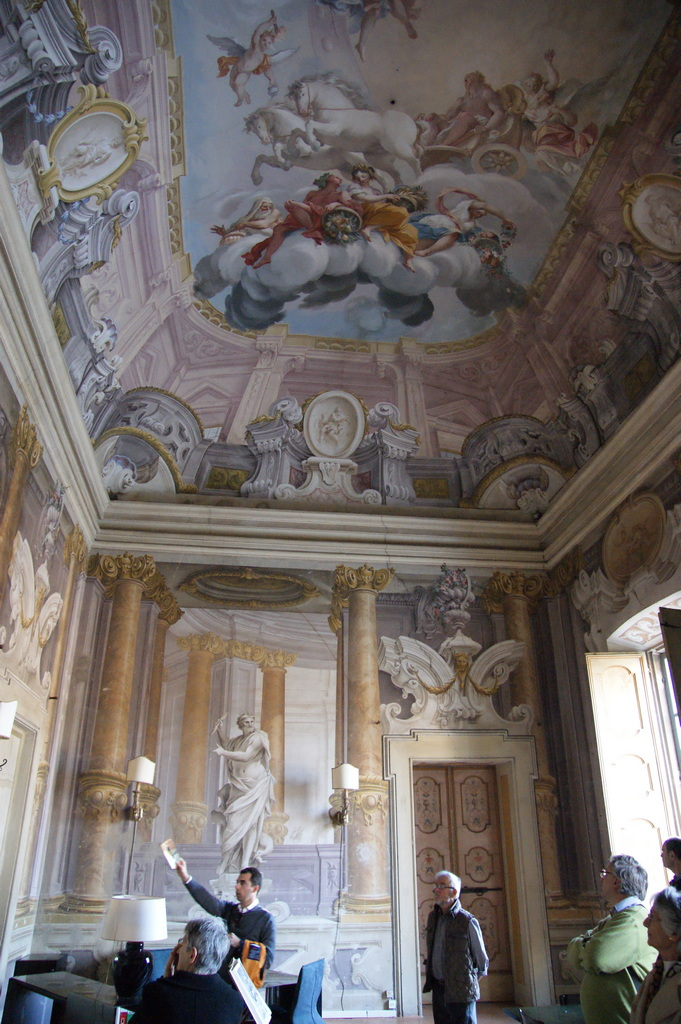
Interno del Palazzo Lucca

La prima metà di via Garibaldi è dominata dalla severa mole di Palazzo Bertamini Lucca del quale non si conosce l'architetto ma la cui costruzione risale agli anni che vanno dal 1724 al 1734.
Esso venne edificato dai tre fratelli Bertamini - canonico Francesco, abate Antonio e Giuseppe - di famiglia originaria di Sarzana, trasferitasi nella seconda metà del Seicento a Fiorenzuola e a Piacenza. I Bertamini avevano fatto erigere, agli inizi del Settecento, un palazzo a Piacenza, in strada Sopramuro, di classica eleganza.
Il palazzo di Fiorenzuola è costruito secondo uno schema difforme da quello tipico delle dimore nobiliari del Sei-Settecento: la pianta anziché essere a ferro di cavallo, con l'apertura rivolta verso il giardino, è rettangolare, a griglia, con due grandi corpi simmetrici che si fronteggiano sui lati minori; sono collegati tra loro, sui lati maggiori, da due ali più basse e, al centro, dall'atrio d'ingresso sopra il quale corre-al primo piano -una galleria..

#### Palazzo Grossi

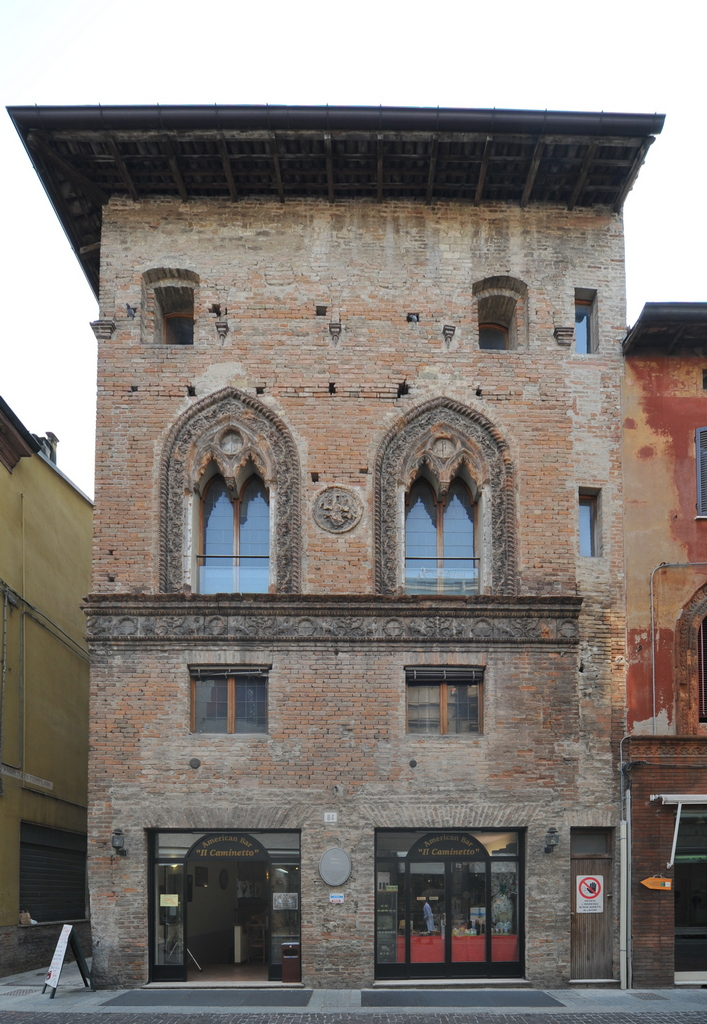
Vista del Palazzo Grossi

Sull'angolo tra via Garibaldi e il vicolo dei Templari, incastonato nel cuore del centro storico, Palazzo Grossi è la preziosa testimonianza dell'architettura civile rinascimentale a Fiorenzuola. La facciata principale sulla via, il lato est nel vicolo, e il camino del salone del piano terreno sono le sole parti originarie dopo gli inconsulti ammodernamenti subiti dell'edificio nel 1961.
La facciata in laterizio è illeggiadrita da formelle in terracotta, secondo il tipico stile tardogotico emiliano-lombardo, che decorano la cornice marcapiano orizzontale. La cornice è in forma di trabeazione e racchiude un fregio composto di coppie di chimere alate fronteggiantesi e sostenenti con una zampa il tondo, alternate a composizioni simmetriche di vasi tra cornucopie e volute. La fascia delle finestre richiama motivi tipici della tradizione decorativa plastica quattrocentesca. I putti che si aggrappano ai meandri gotici si riscontrano di frequente nelle costruzioni lombarde. Un medaglione tra le finestre racchiude in una ghirlanda uno stemma gentilizio, sul quale spicca un leone rampante, sormontato da un elmo con cimiero. Sul cammino, nel salone al piano terra, è scolpito lo stemma della famiglia Maculani - Bagarotti, imparentatasi nel secolo XVII coi Grossi.
Le mensole sulla sommità della facciata, secondo un'ipotesi ed una ricostruzione di Luigi Dodi, avrebbero dovuto reggere  la grande guscia a lunetta del cornicione . La cornice segnapiano, sulla quale poggiano i davanzali delle due finestre, rende visibilmente, dall'esterno, l'altezza del piano terreno, assai superiore a quella del primo piano.
Gli elementi stilistici delle terrecotte e il raffronto con analoghe ornamentazioni consentono di datare il palazzo agli ultimi decenni del Quattrocento. Luigi Dodi nel suo saggio sull'architettura quattrocentesca in Val d'Arda, rileva le somiglianze con la decorazione di Palazzo Varesi di Lodi e con quella di Palazzo Landi di Piacenza, ove operarono Giovanni Battagio e Agostino de Fondutis l'uno per la parte architettonica, l'altro per la decorazione..

#### Porta Piacenza

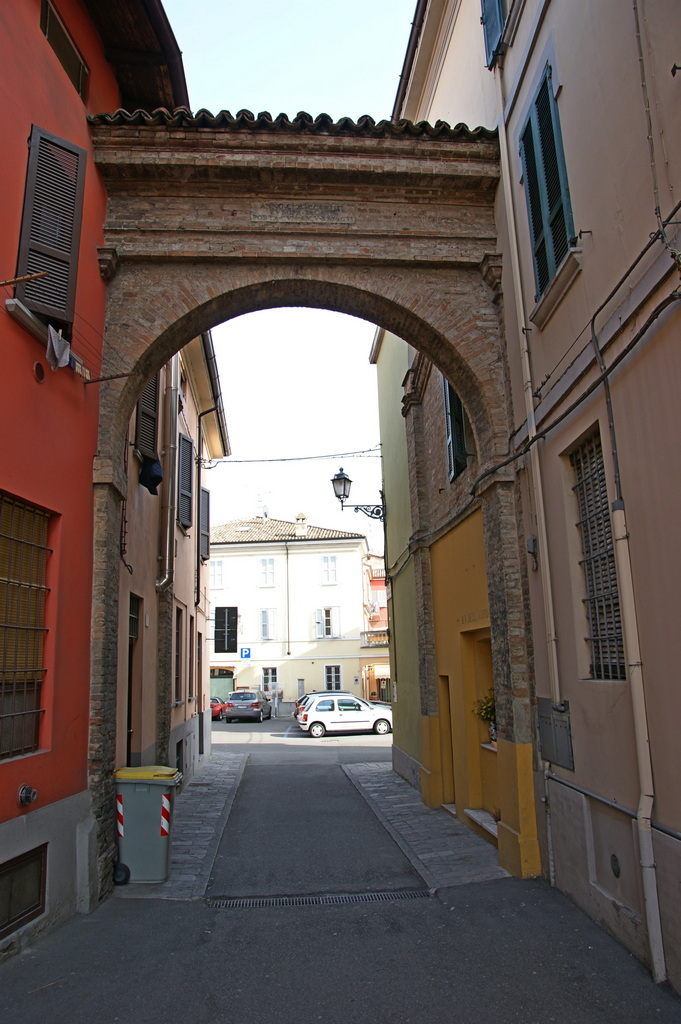
Porta Piacenza

Il breve vicolo della Madonna dell'Aiuto, che unisce la piazzetta della Rocca a viale Matteotti (via della Emilia), dà accesso all'antica Porta Piacenza, l'unica, tra le quattro che si aprivano nella cinta murata, a essersi conservata fino ai giorni nostri come unica testimonianza del tempo in cui Fiorenzuola, aveva l'aspetto di una grande fortezza militare. Porta Piacenza immetteva direttamente sul ponte dell'Arda che allora era riservato solo ai pedoni ed era anche nominata Porta Nuova perché venne aperta nelle mura dopo la costruzione della Rocca (dove ora giace la Piazza).
L'arco posto sopra Porta Piacenza risale al 1814 e ne sostituisce uno più antico; l'iscrizione che vi fu incisa ricorda la pace ottenuta nel 1814 dopo i drammatici anni di bufera napoleonica. Il progetto della Porta fu realizzato dal perito Ermenegildo Gradali e sotto l'arco vi è rappresentata l'immagine della Madonna dell'Aiuto, affresco che raffigura la Vergine col Bambino.
Le altre tre porte erano: Porta Parma, le cui ultime parti restanti vennero portate via nel 1890; Porta Chiusa, che incominciava all'inizio di via Liberazione davanti al sottopassaggio delle scuole e fu demolita nel 1890; infine Porta del Pretorio, che si trovava nelle vicinanze del Macello (largo Garibaldi) e fu demolita verso la fine del Settecento.

#### Ex sinagoga
Ubicata al civico 17 di corso Garibaldi, la sinagoga di Fiorenzuola è attestata per la prima volta nel 1832 e fu aperta con regolarità al culto fino al 1932. Con la progressiva scomparsa della comunità ebraica locale, essa cadde in disuso e nel 1982 venne definitivamente chiusa e sgomberata: gli arredi furono presi in carico dalla comunità ebraica di Parma, che li destinò in parte alla sinagoga centrale di Milano (che collocò l'Aron haQodesh, la tebah, i banchi in legno di noce e i lampadari nei locali della Schola Carlo e Gianna Schapira) e in parte al museo ebraico di Soragna.

#### Ponte Maria Luigia

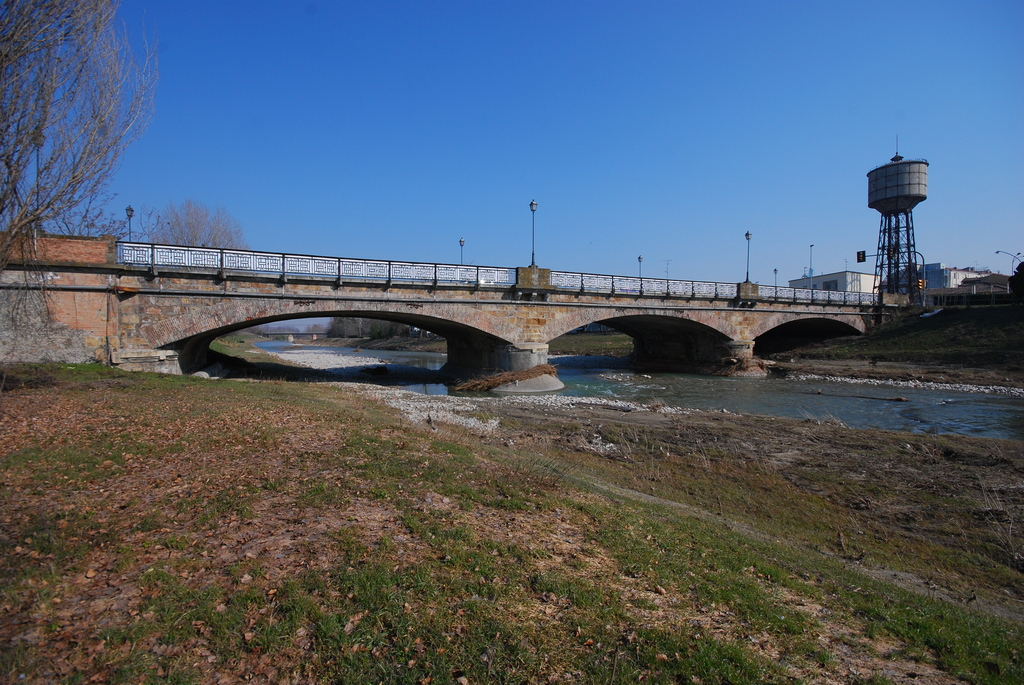
Ponte di Maria Luigia

L'inaugurazione del ponte sull'Arda, la cui costruzione era stata sancita da Maria Luigia sin dal 14 luglio 1833, avvenne il 13 agosto 1837; i lavori cominciarono nel 1834 e terminarono nel 1836.
L'opera era particolarmente urgente in quanto il ponte vecchio, troppo stretto e destinato ai soli pedoni, rischiava di cadere nonostante le riparazioni del 1734 e si trovava all'imboccatura della porta di Piacenza.
Il nuovo fu ubicato all'altezza della strada Maestra (ora Corso Garibaldi) dopo aver demolito i resti dell'antica rocca viscontea che ostacolava la strada stessa. I progetti di costruzione furono elaborati dal capo Ingegnere Cav. Antonio Cocconcelli, autore dei due ponti sul Taro e sul Trebbia, ed eseguiti sotto la guida dell'Ingegnere Antonio Montecchino e dell'Ingegnere Fiorenzuolano Teofilo Rossi.
Le dimensioni del ponte dovevano essere di una lunghezza, testate comprese, di 69.70 metri, una larghezza tra i parapetti di 8.00 metri, ed un'altezza del piano dell'alveo di 5.30 metri. Sul lato sinistro del ponte fu posata la pietra inaugurale con il deposito, cioè un vaso di metallo contenente varie monete preziose e tre copie, in oro, in argento e in bronzo, della medaglia fatta valutare per la circostanza dalla Sovrana. La medaglia, del diametro di 55 millimetri, è esposta al Museo di Parma. Negli anni venti il ponte fu ampliato e il parapetto in mattoni fu demolito e sostituito con uno metallico.

## Società

### Evoluzione demografica
Abitanti censiti

### Etnie e minoranze straniere
Al 31 dicembre 2023, gli stranieri residenti nel comune sono 2469, ovvero il 16,34% della popolazione.

### Istituzioni, enti e associazioni
Durante il periodo della Grande Guerra, Fiorenzuola trasformò i suoi edifici in stabilimenti sanitari per malati e feriti di guerra. Oltre all'Ospedale Civile (ristrutturato e organizzato in base a criteri di tipo sanitario e militare con una capienza di 150 posti letto) furono preposti a questo scopo il Palazzo Lucca (capienza di 300 posti letto), le Scuole Elementari (capienza di 200 posti letto) e l'Asilo Infantile Lucca (trasformato in ospedale nel 1917 con una capienza di 100 posti letto). La trasformazione di questi edifici in stabilimenti sanitari si deve al Direttore della Divisione di Piacenza con il sostegno del Genio Militare, del Sindaco in carica e dell'intero Consiglio Comunale.

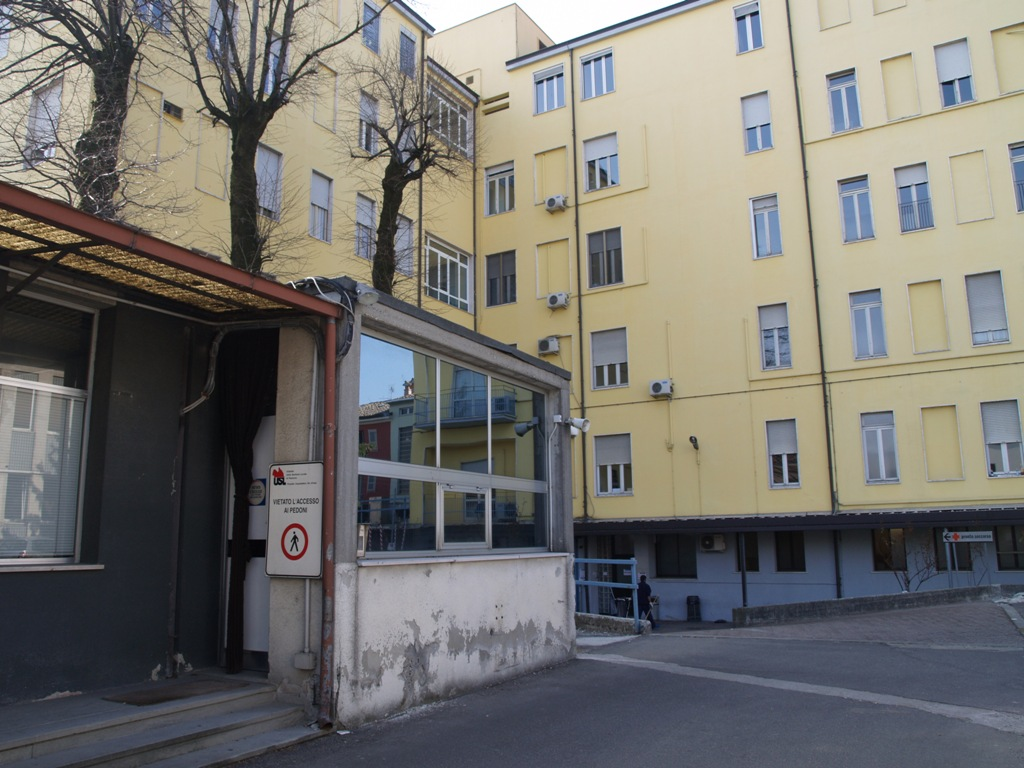
Pronto Soccorso del Vecchio Ospedale

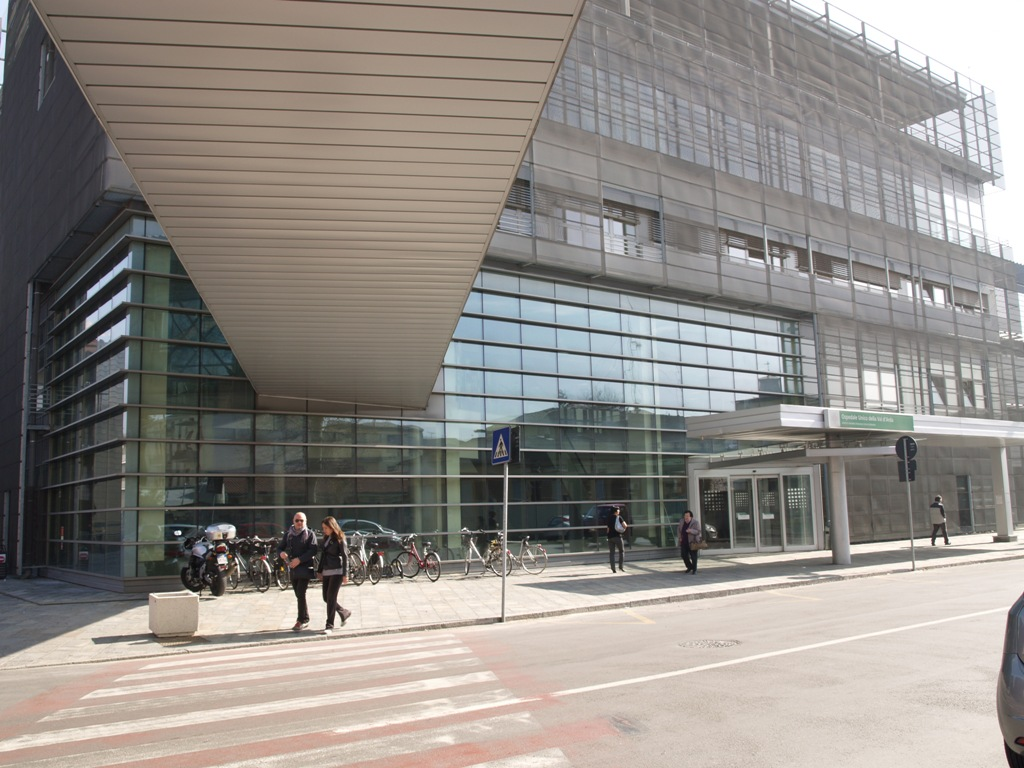
Ingresso del Nuovo Ospedale

Il 7 dicembre 1760 Gaetana Moruzzi, spinta dalla condizione di miseria in cui versava parte della popolazione cittadina, coltivò l'idea di fondare in Fiorenzuola un nuovo Ospedale. Il 2 giugno 1761 acquistò una casa posta in Strada Maestra (poi Corso Garibaldi); nacque così l'Ospedale degli Infermi che iniziò a funzionare nel marzo 1762.
Le soppressioni napoleoniche del 1805 recarono notevoli difficoltà all'Ospedale: l'Oratorio di San Gaetano fu chiuso e il Monastero delle Domenicane fu occupato prima dalla Gendarmeria Francese e più tardi dagli Ussari tedeschi e dai Dragoni.
Solo con la salita al potere di Maria Luigia si ebbe la restituzione dei locali.
Nel 1826 fu demolito il convento per ampliare l'ospedale ed i lavori terminarono nel 1834. Con l'Amministrazione presieduta dall'ing. Prospero Guarini, iniziarono le riforme atte a migliorare le attrezzature e creare un centro ospedaliero di riferimento per tutta la Val d'Arda. Durante il periodo bellico 1943-1945 l'ospedale fu trasferito nelle scuole di Castell'Arquato.
Agli inizi degli anni sessanta iniziò a stralci la costruzione del nuovo ospedale, che comportò la soppressione del giardino interno.
Nel giugno 2007 inizia la costruzione di quello che il 2 novembre 2009 viene inaugurato come Ospedale Unico della Val d'Arda. Oltre ai servizi di base (Chirurgia, Medicina) è punto di riferimento provinciale (Hub) per chirurgia flebologica, chirurgia plastica, endocrino chirurgia e cardiologia pediatrica

## Cultura

### Istruzione
In merito alle scuole pubbliche della città di Fiorenzuola d'Arda non si hanno notizie anteriormente al XIV secolo. Tra il 1650 e il 1737 la comunità stipendiava un solo maestro che provvedeva da solo all'insegnamento in sei classi. Nel 1750 fu decisa l'apertura di una seconda scuola che assunse il nome di Scuola grande per distinguerla dalla prima (Scoletta). Negli ultimi anni del dominio borbonico, il Comune stipendiava due soli maestri: uno per l'insegnamento della cosiddetta porta-grammatica e l'altro dal principio della grammatica a tutta la retorica.

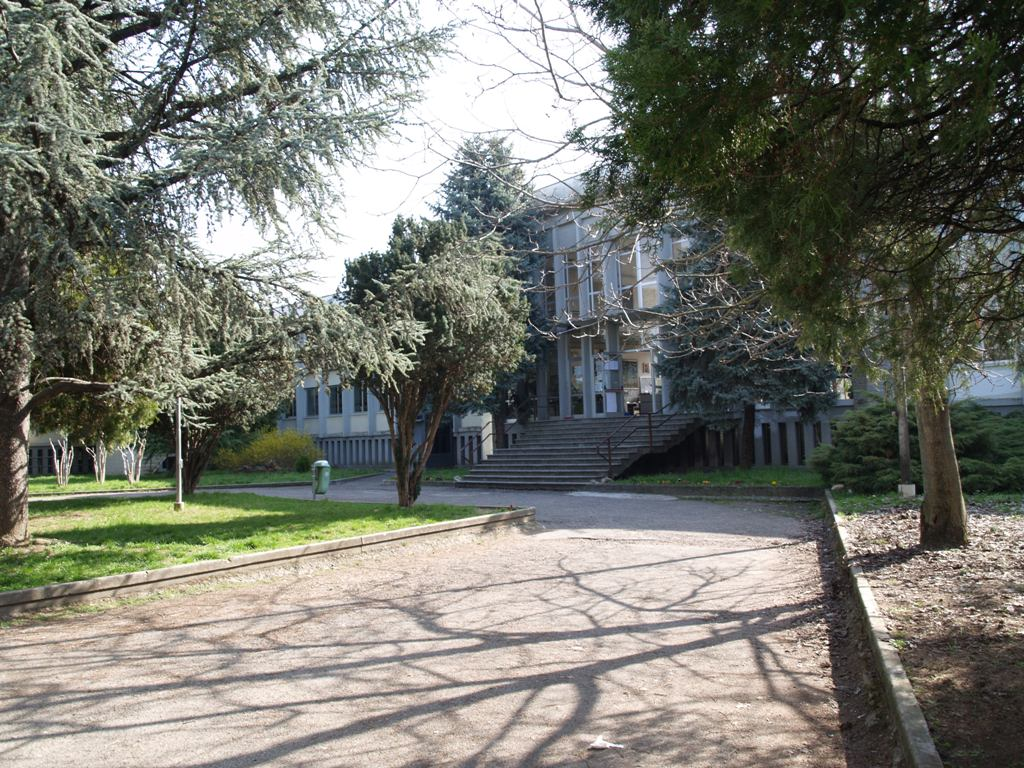
Istituto Comprensivo "G. Gatti"

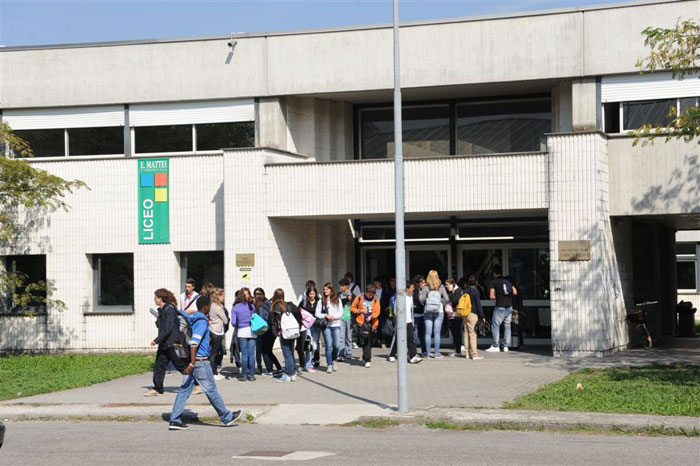
Esterno del Polo Scolastico Mattei

Un ordinamento regolare, articolato in quattro classi, venne istituito dal Comune nel 1823 che, dal 1825, ebbe la sua sede presso il fabbricato corrispondente all'attuale Pretura. A seguito degli avvenimenti del 1831 rimasero solo le prime due classi (Infima e Media Suprema). Un contributo particolare fu dato dal dott. Giuseppe Gatti che lasciò in eredità ai cittadini di Fiorenzuola la sua proprietà affinché la rendita da essa derivante fosse destinata all'istituzione di scuole speciali; tali scuole furono approvate da Maria Luigia il 9 novembre 1832 e iniziarono a funzionare nel 1833.
Nel 1848-1849 furono istituite le Scuole femminili (in precedenza le donne non andavano a scuola) che si componevano di due classi; nel 1868 si completò l'insegnamento con l'apertura di una classe terza e una classe quarta. Nel 1863 l'antico Ginnasio venne sostituito da una Scuola Tecnica inferiore in tre corsi mentre nell'ottobre 1891 furono inaugurati sull'area dell'antica fossa a sud di Fiorenzuola, due edifici per le scuole Elementari.
Con la riforma Bottai del 1943 le prime tre classi dell'Istituto Tecnico inferiore furono tramutate in Scuola media inferiore e, appena terminata la seconda guerra mondiale, fu istituita la prima scuola superiore come sede distaccata del Liceo scientifico di Piacenza che nel 1954 diventò autonoma con il nome di Liceo "E. Fermi".
Nel 1957 nasce l'Istituto Professionale Statale per l'Industria e l'Artigianato
Nel 1972 a Fiorenzuola iniziano a funzionare la scuola di Ragioneria e i corsi della scuola di Formazione Professionale Regionale.
Attualmente sia gli Istituti Superiori che il Centro di Formazione Professionale sono all'interno di una stessa area (Polo Scolastico "E. Mattei")

### Teatro Giuseppe Verdi

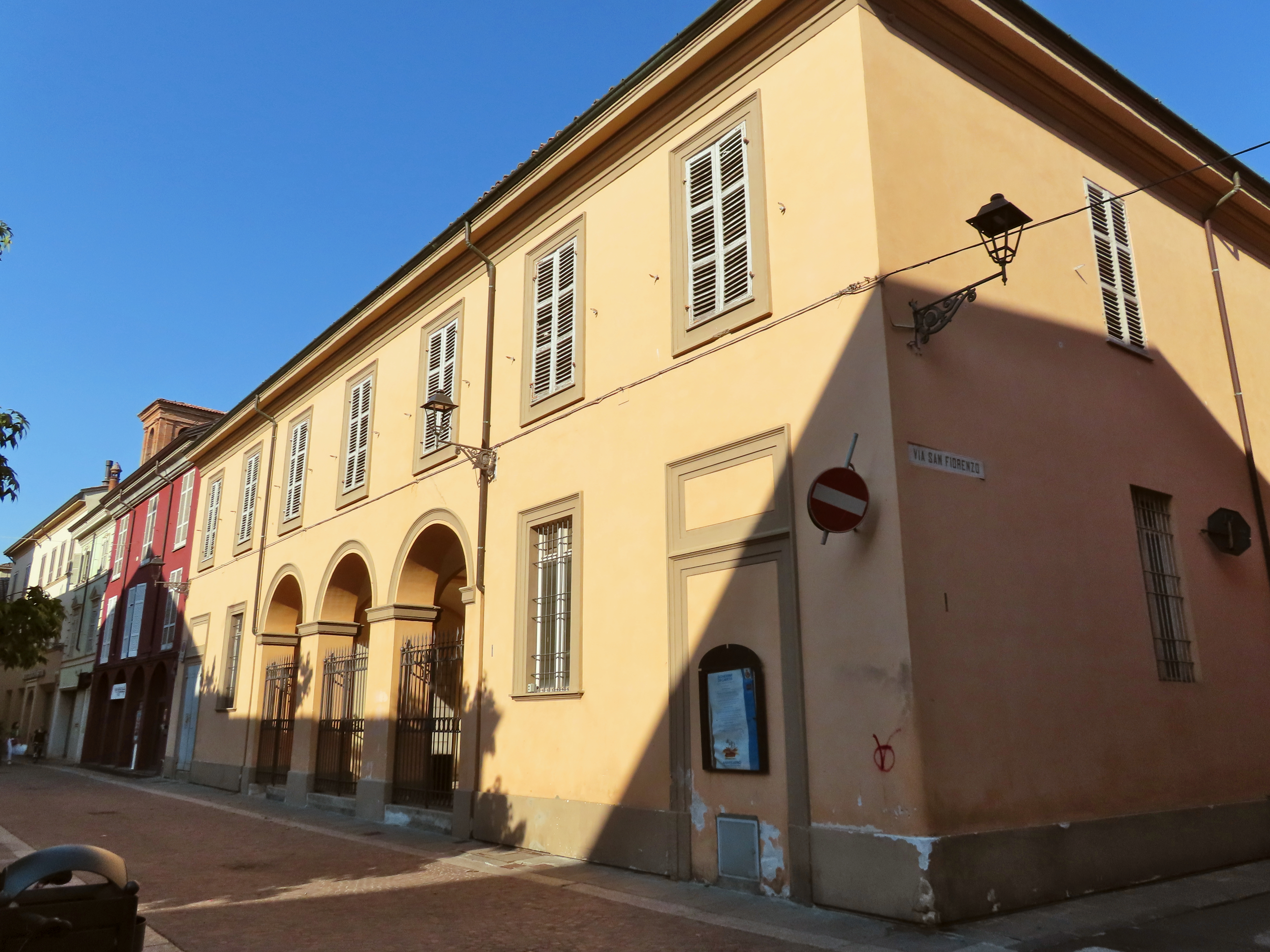
Teatro Giuseppe Verdi

La duchessa Maria Luisa d'Asburgo-Lorena, accogliendo la deliberazione dell'Anzianato, approvava con sovrano rescritto del 4 maggio 1847 l'erezione in Fiorenzuola D'Arda di un teatro Comunitativo progettato dall'ingegnere Giannantonio Perreau.
La sera dell'8 ottobre 1853, il teatro, illuminato a giorno, fu inaugurato con l'opera Attila di Giuseppe Verdi, davanti ad un pubblico che gremiva la platea e i tre ordini di palchi. Dirigeva l'orchestra, formata dai migliori professori del teatro Ducale di Parma e da orchestrali del Municipale di Piacenza, il primo violino Ferdinando Squassoni curatore anche dell'allestimento dello spettacolo in qualità di impresario.
Il teatro fu intitolato al duca consorte Carlo III fino al 1859, quando diventò Municipale e dal 1901 prese il nome di Giuseppe Verdi.
Nel 1914-1916 venne ristrutturato sul progetto dell'ingegnere Giuseppe Frignani e decorato dal professore Paolo Vanoli: fu sopraelevato aggiungendo il loggione ai tre ordini di palchi e ampliato con la costruzione di sei palchi di proscenio.
Dal 1890 agli anni 1940 il teatro allestì stagioni liriche e di prosa.
Nel 2013 è stato allestito al suo interno il museo del teatro, visitabile su prenotazione, rivolgendosi all'ufficio cultura del Comune. Numerosi sono i riferimenti al maestro Giuseppe Verdi, che per i suoi viaggi era solito partire dalla stazione ferroviaria di Fiorenzuola d'Arda.

### Eventi

#### La Zobia
Zobia (termine derivante dal latino iovia cioè "giovedì" che allude al giovedì grasso, collegando il Carnevale ai saturnali) è la maschera della vecchia o della strega che, con nomi diversi, è nota in vari comuni dell'Italia settentrionale come la controfigura al femminile del Re del Carnevale, il protagonista dei cortei cavallereschi del Medioevo. Solo a Fiorenzuola però la maschera allude alla figura dell'ebreo. È difficile dire quando e come la Zobia divenne a Fiorenzuola maschera dell'ebreo o se anche solo come vecchia strega esisteva già prima dell'arrivo degli ebrei a Fiorenzuola.

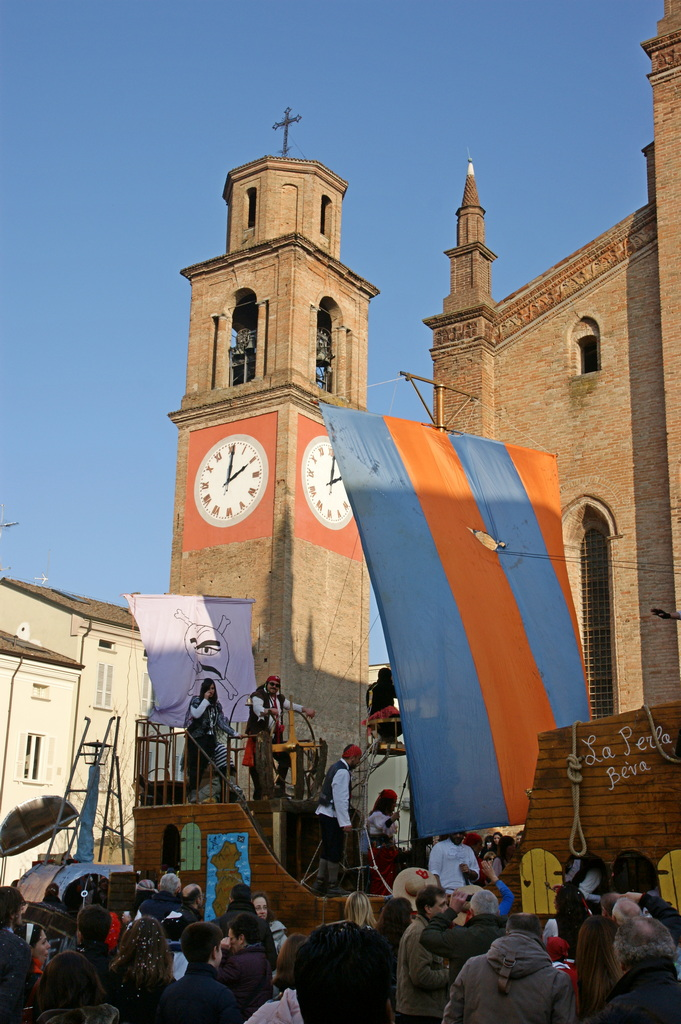
Carri nella Piazza della Collegiata

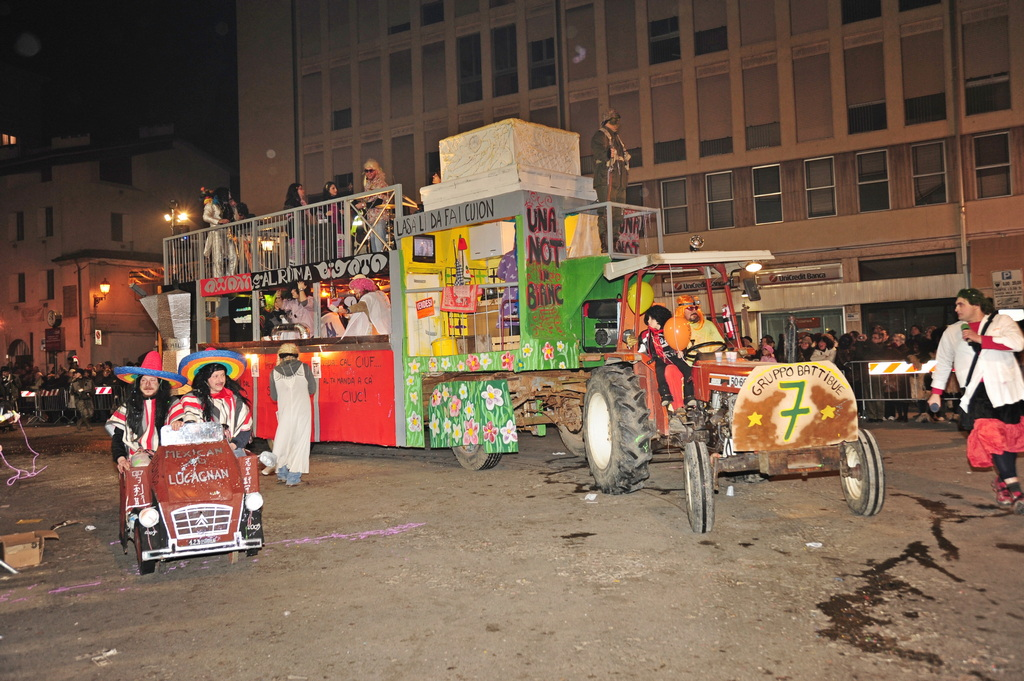
Sfilata di Carri

Certo era connessa con le presenze ebraiche nella città. La prova è nella sua caratterizzazione gestuale nei riti carnevaleschi: la vecchia (ed è già significativo che non porti maschera ma abbia il viso tinto di nero) combina scherzi ai ladri e ai malfattori; li mette in ridicolo rubando lei stessa, tratta un affare con un'altra persona imitando la compravendita di stracci, incassa o prende a prestito soldi e se ne va lasciando discordie.
Erano forse solo scenette esilaranti sul commercio di stoffe o si dava sfogo a una becera intolleranza? Non si sa che cosa venisse detto dalla Zobia per deridere il commerciante di stoffe ebreo in quanto non esistono forme letterarie che l'attestano. Certamente gli ebrei del carnevale fiorenzuolano erano canzonati per il loro modo di parlare l'italiano lentamente e il loro linguaggio veniva storpiato e cantilenato fino all'inverosimile e al grottesco. La Zobia inoltre mimava uno scambio di stracci.
L'aggressione carnevalesca al mercante di stoffa ebreo va vista come rivalsa del ceto povero sui ricchi mercanti ebrei che all'inizio del XVIII secolo avevano ottenuto il controllo sulla fiorente industria tessile, a discapito dei tradizionali contadini-tessitori. Nel Settecento però le autorità locali non tollerarono più questa violenza antigiudaica e lo punirono duramente; infatti nel 1704 il duca Franco Maria Farnese confiscò i beni di quei contadini che avevano preso parte alle violenze del carnevale del 1703.
Successivamente nel 1738 il podestà Gandolfi proibì le violenze ai danni degli ebrei durante il carnevale. Nello stesso anno il conte Wagsel del presidio austriaco concede ai deputati Moruzzi e Longhi l'uso della maschera dell'ebreo nel carnevale ma non la licenziosità e l'insulto diretto all'ebreo. La giudiata carnevalesca si protrasse a lungo a Fiorenzuola per poi perdere col tempo ogni riferimento offensivo all'elemento ebraico.

#### Ponta e cül

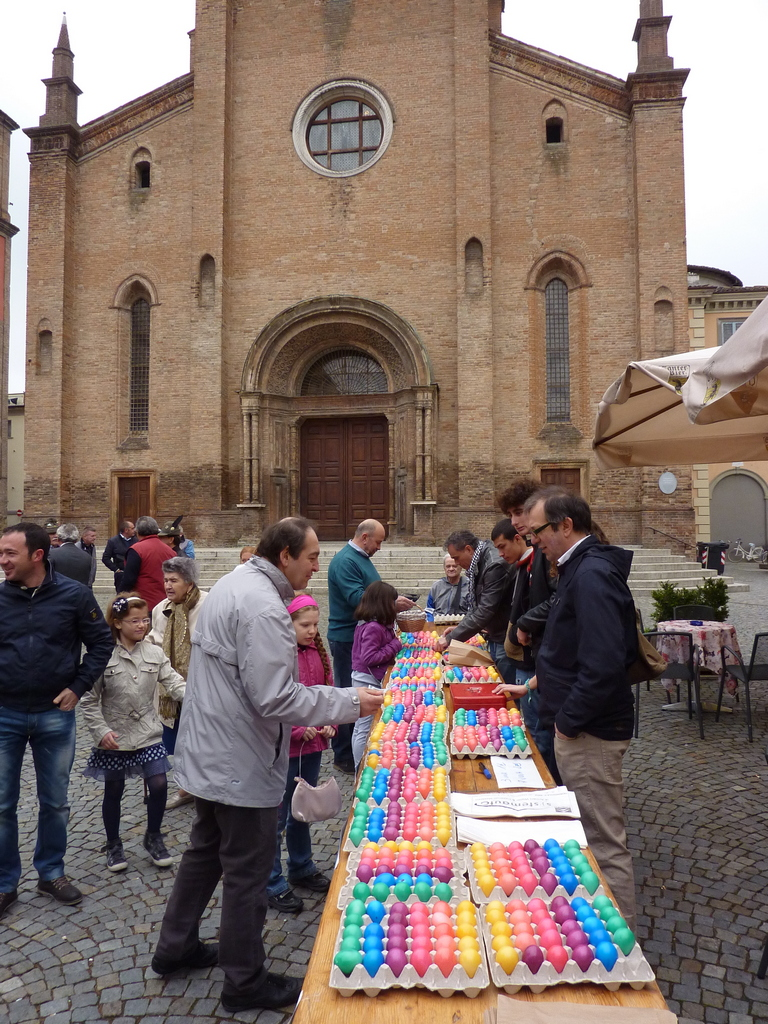
Uova pronte a essere vendute

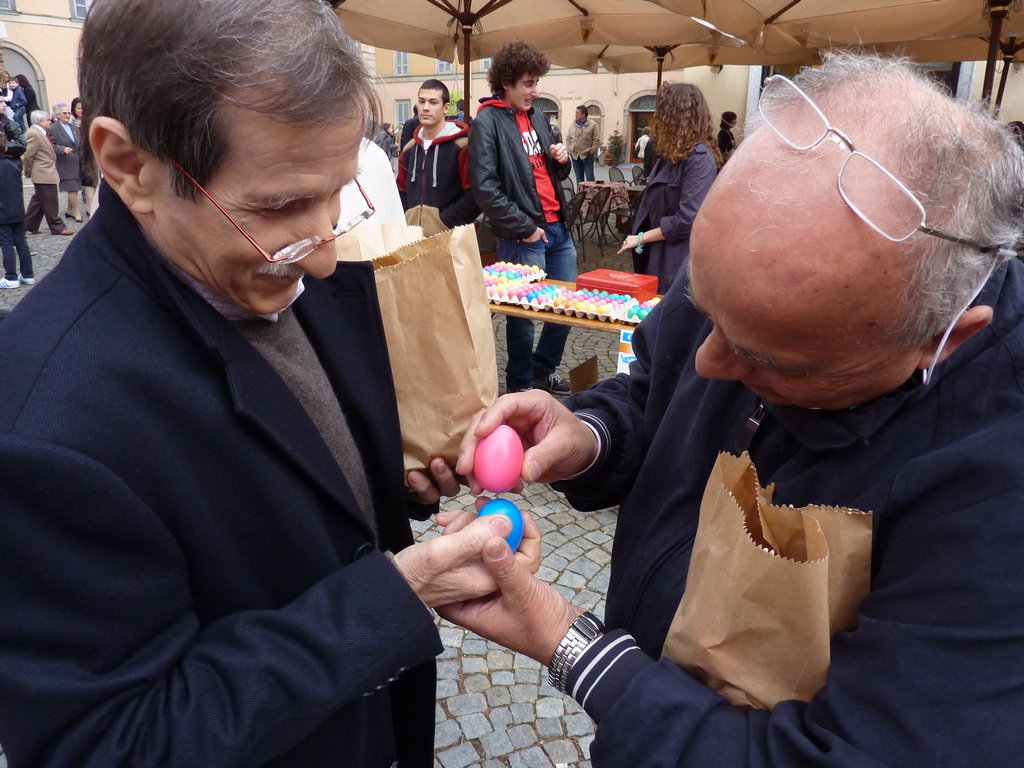
Giocatori del Ponta e Cül

Ponta e cül (punta e fondo) è un'originale prova di abilità, che si svolge ogni anno a Fiorenzuola d'Arda nella giornata di Pasqua. La singolare manifestazione ha come protagonista l'uovo, unico strumento impiegato nelle gare ed utilizzato quindi in grandi quantità. Fin dai tempi antichi, l'uovo è stato uno dei simboli per eccellenza della Pasqua, in quanto, quest'ultima rappresenta la festa della vita e della Resurrezione. La festa, che prende il nome dalle due estremità dell'uovo, coinvolge moltissime persone di ogni età impegnate a sfidarsi in una divertente battaglia per le strade e le piazze. I giocatori si sfidano a due a due, muniti di un uovo sodo. Si inizia facendo punta contro punta e, se questa si rompe, si fa fondo contro fondo. Se l'uovo si rompe da entrambe le parti, lo si cede al vincitore che passa a sfidare un altro. Il vincitore alla fine vince un premio che varia ogni anno.

#### FestivalDal Mississippi al Po
Fiorenzuola è una delle sedi principali del festival di musica blues Dal Mississippi al Po che nei mesi di giugno e luglio offre molti eventi e concerti dedicati alla musica blues tra le provincie di Parma e Piacenza.

## Economia
Il territorio è caratterizzato da una realtà civile e socio-economica paragonabile a quelle dell'area padano - lombarda: l'agricoltura intensiva e specializzata si alterna a piccole-medie industrie. Sono presenti numerose imprese sia commerciali che manifatturiere edili e agricole.
In località Cerè è presente un Istituto Sperimentale di Cerealicoltura (sezione staccata del Ministero dell'Agricoltura), che rappresenta il centro di riferimento in Italia per la sperimentazione relativa all'orzotecnia ed alla coltivazione del mais.
Fiorenzuola d'Arda si colloca al 617º posto per indice di reddito, al 134º posto per indice di consumo e 2470º posto per tasso di occupazione su un totale di 8094 comuni

## Infrastrutture e trasporti

### Strade
Da Fiorenzuola d'Arda passa l'autostrada del Sole e la diramazione dell'A21 che raggiunge il tracciato principale a Castelvetro Piacentino.
La città è toccata anche dalla Strada statale 9 Via Emilia e dalla SS 462.
Tra il 1900 e il 1923 Fiorenzuola d'Arda fu servita dalla tranvia Cremona-Lugagnano.

### Ferrovie
La città è servita da una stazione lungo la tratta ordinaria della ferrovia Milano-Bologna; nella parte nord-orientale del territorio comunale transita altresì l'omologa linea ad alta velocità.

## Amministrazione
| Periodo          | Periodo          | Primo cittadino         | Partito                     | Carica                  | Note   |
| ---------------- | ---------------- | ----------------------- | --------------------------- | ----------------------- | ------ |
| 25 aprile 1945   | 17 luglio 1945   | Antonio Molinari        |                             | Sindaco                 | [ 41 ] |
| 18 luglio 1945   | 24 marzo 1946    | Silvio Cerlesi          |                             | Sindaco                 | [ 41 ] |
| 25 marzo 1946    | 13 marzo 1947    | Antonio Molinari        |                             | Sindaco                 |        |
| 17 marzo 1947    | 9 giugno 1951    | Casimiro Rossi          |                             | Sindaco                 |        |
| 10 giugno 1951   | 14 novembre 1952 | Silvio Cerlesi          |                             | Sindaco                 |        |
| 15 novembre 1952 | 11 luglio 1956   | Ernesto Orsi            |                             | Sindaco                 |        |
| 12 luglio 1956   | 2 febbraio 1957  | Ugo Lusardi             |                             | Sindaco                 |        |
| 3 febbraio 1957  | 15 ottobre 1959  | Ettore Dosi             |                             | Sindaco                 |        |
| 16 ottobre 1959  | 10 novembre 1959 | Ugo Capelli             |                             | Assessore anziano       |        |
| 11 novembre 1959 | 5 marzo 1961     | Ettore Dosi             |                             | Sindaco                 |        |
| 6 marzo 1961     | 23 aprile 1965   | Luigi Tassi             |                             | Sindaco                 |        |
| 24 aprile 1965   | 23 dicembre 1965 | Alessandro Cremonesi    | Democrazia Cristiana        | Sindaco                 |        |
| 24 dicembre 1965 | 23 febbraio 1966 | Santina Evangelista     |                             | Assessore anziano       |        |
| 24 febbraio 1966 | 17 dicembre 1968 | Napoleone Bruni         |                             | Commissario prefettizio |        |
| 18 dicembre 1968 | 28 gennaio 1974  | Pier Giorgio Bottarelli |                             | Sindaco                 |        |
| 29 gennaio 1974  | 17 ottobre 1983  | Pasquale Bertoni        | Partito Comunista Italiano  | Sindaco                 |        |
| 18 ottobre 1983  | 15 luglio 1985   | Adriana Bertoni         | Partito Comunista Italiano  | Sindaco                 |        |
| 16 luglio 1985   | 6 giugno 1993    | Gianfranco Pighi        | Partito Socialista Italiano | Sindaco                 |        |
| 7 giugno 1993    | 27 aprile 1997   | Roberto Martini         | Lega Nord                   | Sindaco                 |        |
| 28 aprile 1997   | 29 maggio 2006   | Flavio Antelmi          | Partito Popolare Italiano   | Sindaco                 |        |
| 30 maggio 2006   | 4 giugno 2016    | Giovanni Compiani       | Partito Democratico         | Sindaco                 |        |
| 5 giugno 2016    | in carica        | Romeo Gandolfi          | Centro-destra               | Sindaco                 |        |

### Gemellaggi
- Camagüey[senza fonte]
- Zenica[senza fonte]
- Laussonne[senza fonte]
- Beit Sahour[senza fonte]

## Sport

### Ciclismo

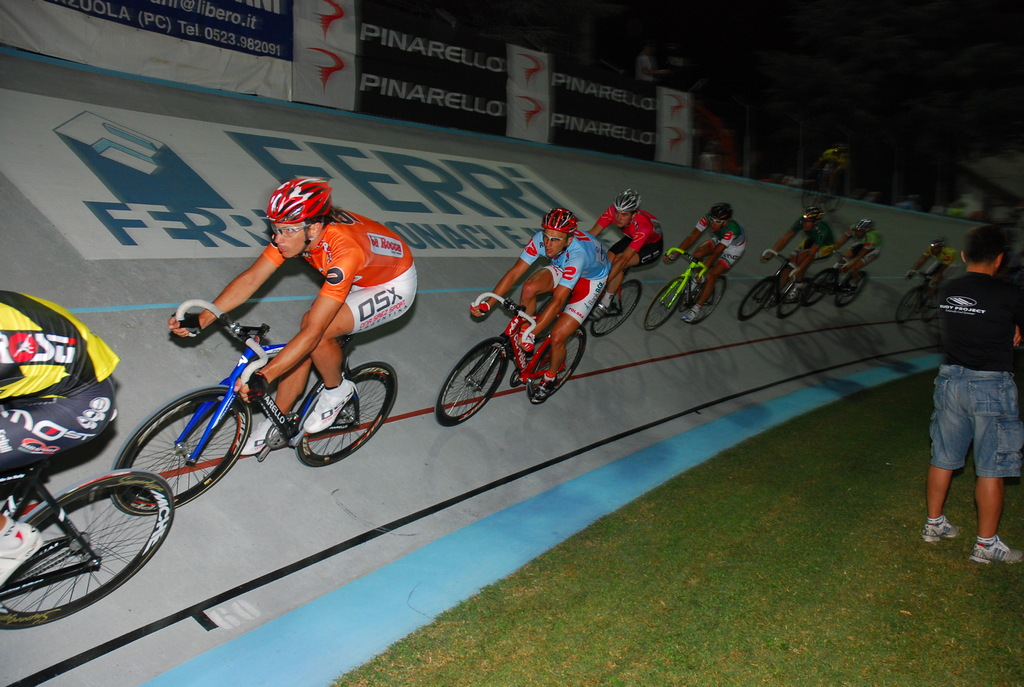
Corridori in gara alla 6 giorni delle rose

Istituita nel 1998, la "6 giorni delle Rose" è un evento di ciclismo su pista per dilettanti e professionisti inserita nel calendario dell'Unione Ciclistica Internazionale, approvata dalla Federazione Ciclistica Italiana e facente parte del circuito delle sei giorni mondiali nell'Unione Internazionale Velodromi. Le gare si disputano al velodromo intitolato ad Attilio Pavesi presso lo Stadio Comunale di Fiorenzuola.

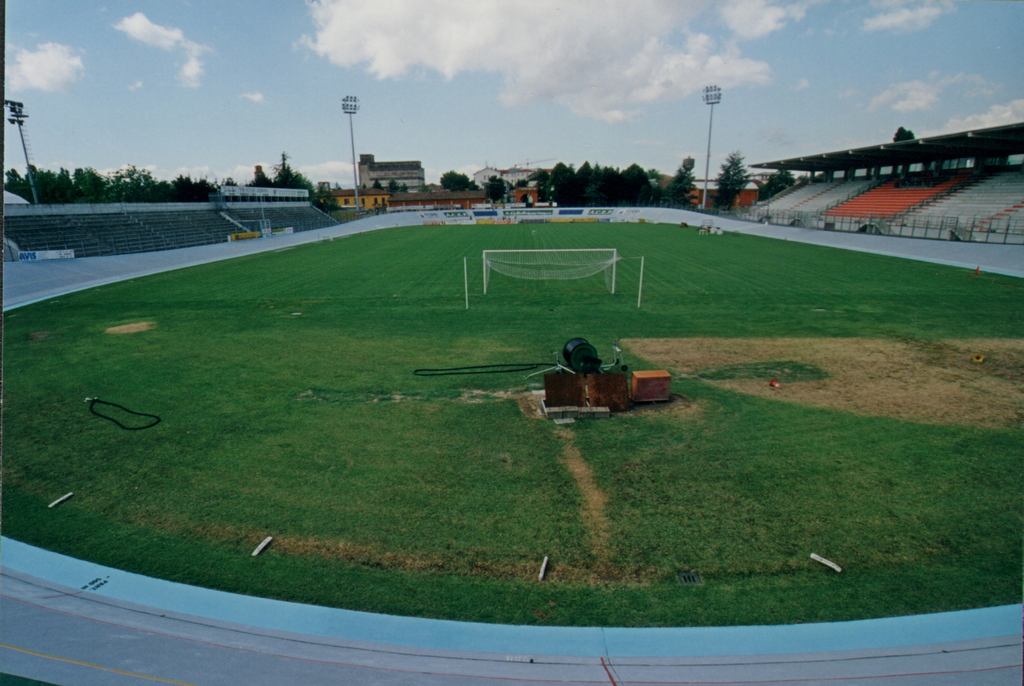
Veduta del Velodromo Attilio Pavesi, maggiore impianto sportivo cittadino

In oltre vent'anni di storia vi hanno preso parte oltre 200 corridori da circa 26 nazioni; tra i partecipanti più assidui, lo slovacco Joseph Zabka ne ha disputate 11, mentre lo svizzero Franco Marvulli è il corridore più vincente, con quattro successi. Tra gli altri, il danese Mørkøv, lo svizzero Aeschbach e gli italiani Viviani e Cipollini hanno vinto alla loro unica partecipazione, mentre Collinelli ne ha disputate due, vincendole entrambe.
Il comitato organizzatore, organizzato in associazione sportiva, è presieduto dal Comune di Fiorenzuola, in collaborazione, tra gli altri, con soci del Consorzio Velodromo e la rete dei volontari permettono lo svolgimento tecnico della manifestazione.

### Calcio
Primo club calcistico cittadino fu il Gruppo Sportivo Fiorente, fondato nel 1904 sotto l'egida di Olimpio Gambini, "padre nobile" dello sport a Fiorenzuola, insignito della Stella d'oro al Merito Sportivo.
Conclusa la suddetta esperienza, si affermò quale maggior squadra di calcio della città il Fiorenzuola, fondato nel 1922 e attivo in campionati ufficiali dal 1923; dopo settant'anni trascorsi nelle divisioni dilettantistiche sia lombarde che emiliane (con anche un periodo di inattività negli anni 1950), nel 1989 accedette per la prima volta al professionismo e nel 1993 esordì in terza serie, che sotto le varie denominazioni adottate (Serie C1, Serie C) costituisce il massimo livello raggiunto dal club nella propria storia. I colori sociali sono il rosso e il nero, la sede delle gare interne è lo stadio comunale - velodromo Attilio Pavesi.
Le altre squadre di calcio della città sono lo Sporting Fiorenzuola e la Fulgor Fiorenzuola, mai spintesi oltre le divisioni dilettantistiche a carattere regionale.

### Pallavolo

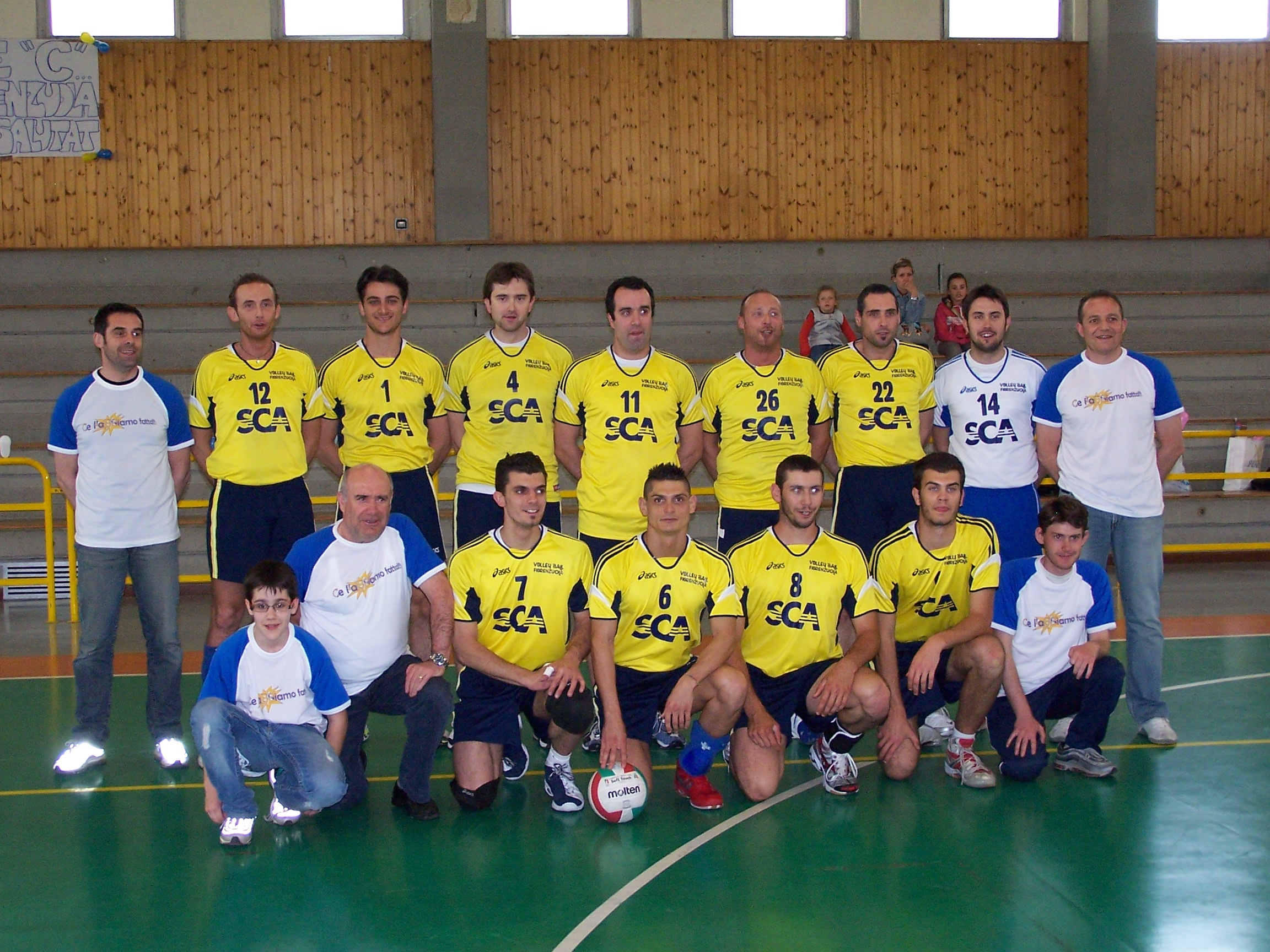
Squadra del VB Fiorenzuola nella stagione sportiva 2006-2007

La squadra di volley maschile cittadina è il Volley Ball Fiorenzuola, nato nel 1981 e che vanta quale maggior successo il raggiungimento della Serie B2 nella stagione 2006/2007. Il club gestisce anche la Scuola Pallavolo Arda Volley, tramite la quale coordina le attività di settore giovanile anche nei comuni limitrofi.
La realtà pallavolistica femminile è la PavideaSelta, il cui maggior successo è la partecipazione alla Serie B2.

### Pallacanestro
Il basket maschile a Fiorenzuola è stato rappresentato dalla U.S. Pallacanestro Fiorenzuola, nata negli anni 1960; nel 1969 una squadra cittadina arriva a disputare le finali dei Giochi della gioventù a Roma. Nel 2003 la società si unisce alla squadra di Piacenza e dà luogo all'UCP, Unione Cestistica Piacentina, che arriva a vincere una Coppa Italia di serie C1 e ottiene quale massimo risultato la partecipazione a una stagione di Legadue.

### Atletica leggera
L'atletica leggera a Fiorenzuola ha origini molto antiche, iniziate nel 1909 con la fondazione della Società Polisportiva Garibaldi. Tra i primi a disputare gare di una certa importanza troviamo Vittorio Gorra (fondista, 1909), Luigi Scarsella (1936), Olga Guidotti (1939).
Dal 1967 la società comunale di riferimento è la Libertas Fiorenzuola. I maggiori risultati si ottengono negli anni settanta quando, nella squadra di Fiorenzuola militano ben quattro nazionali giovanili. Sono Angelo Cino nei 100 m, Augusto Bottioni nei 110 ostacoli, Ettore Colla nel salto con l'asta e Graziano Chiusa nel salto in lungo, i quali stabiliscono numerosi record provinciali destinati a resistere nei decenni. Tra gli altri si può ricordare anche il record della staffetta 4X100,41"9, ottenuto nel 1995 da Angelo Cino, Augusto Bottioni, M. Marchionni, Graziano Chiusa. Numerosi i titoli regionali e provinciali conquistati, oltre che dai già citati, da Giancarlo Negri nella marcia, da Giorgio Cigala, da Riccarda Rebecchi, da Roberto Gavazzi, da Lorenzo Fagnoni, da Danilo Peveri, da Alberto Cantarelli, dalle sorelle Del Bue, dalla Valenti e dalla Fanzini.

### Impianti sportivi
La struttura sportiva più capiente della città è lo stadio-velodromo comunale, intitolato alla memoria del campione olimpico di ciclismo Attilio Pavesi.

## Galleria d'immagini

Galleria Fotografica Chiese e Monumenti
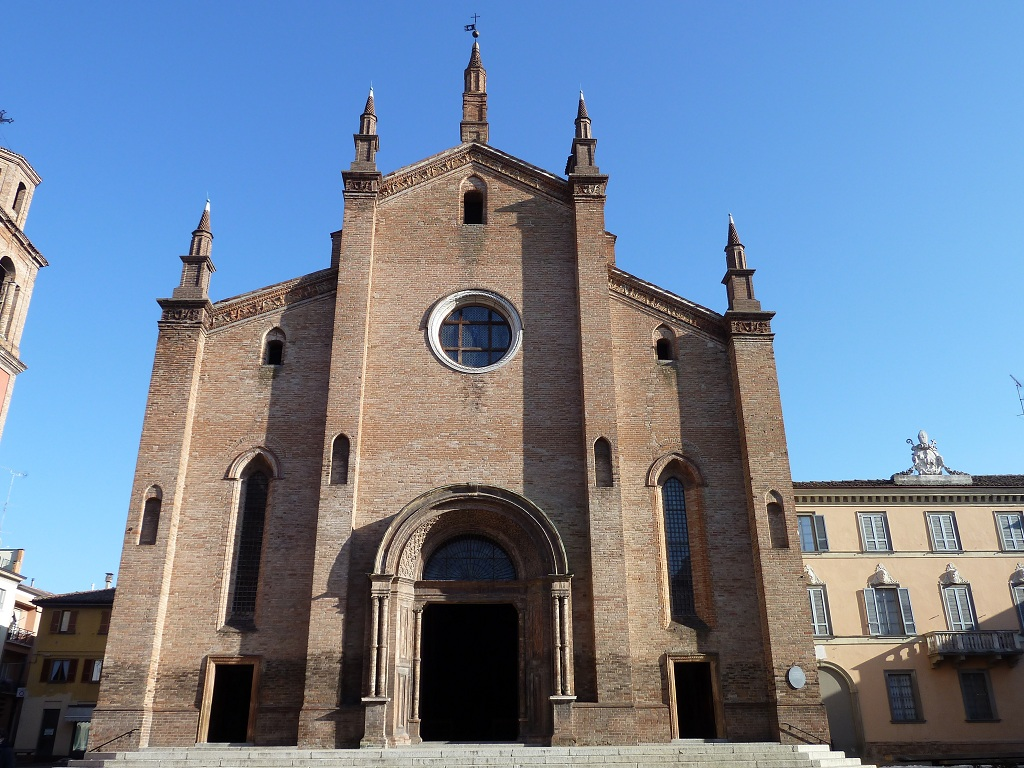
Collegiata: Vista Frontale
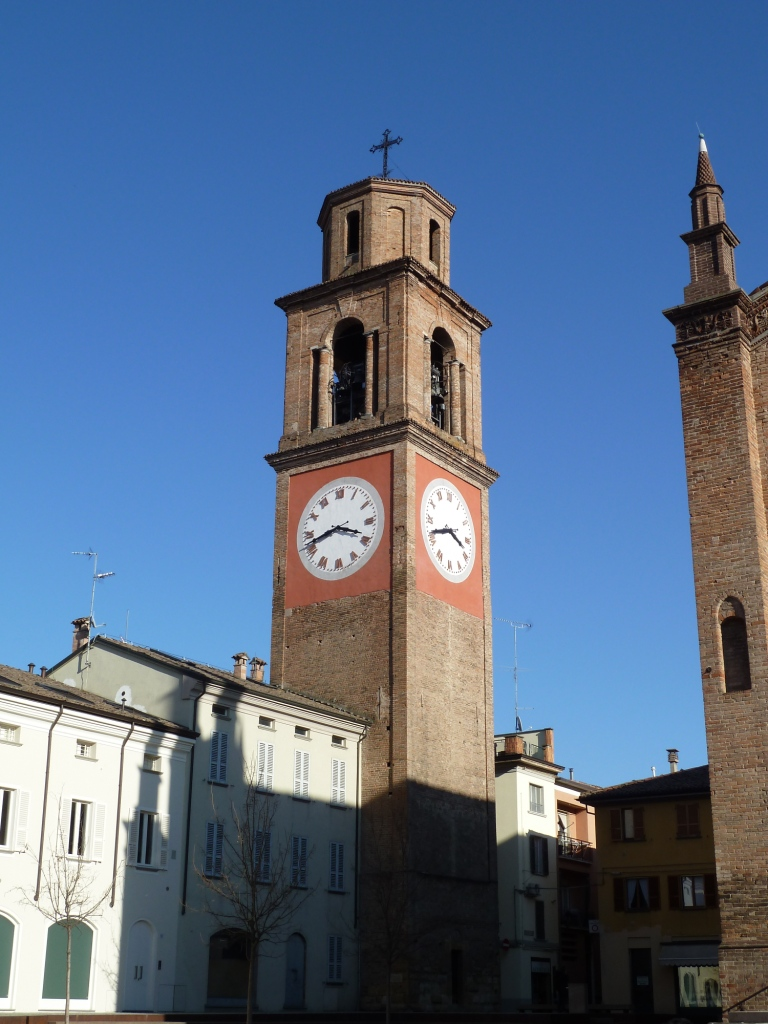
Campanile adiacente alla Collegiata
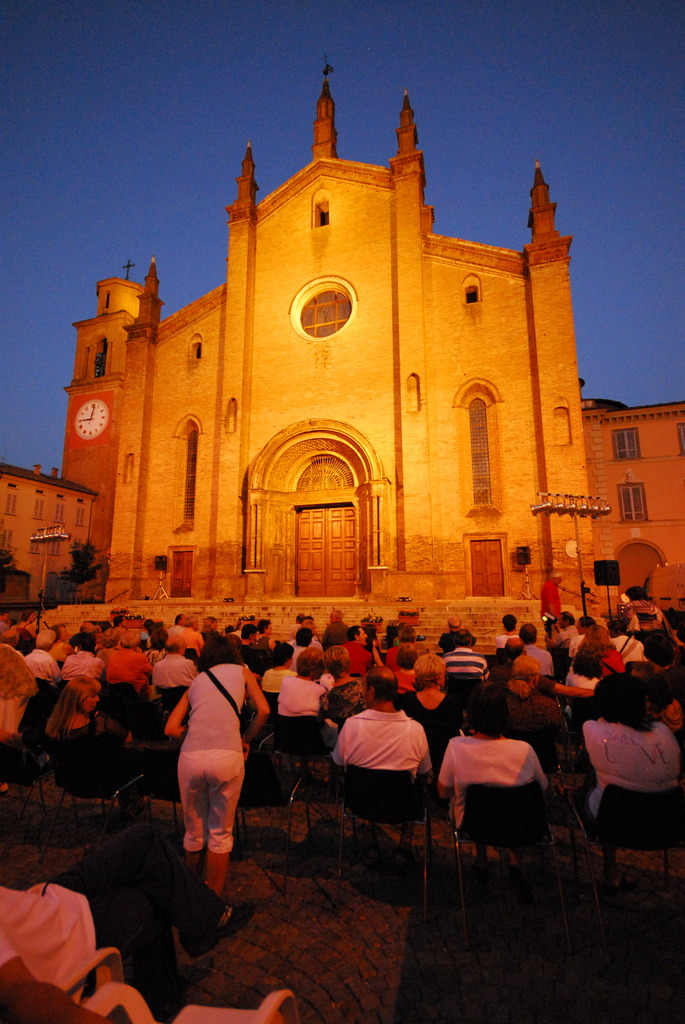
Vista notturna della Collegiata
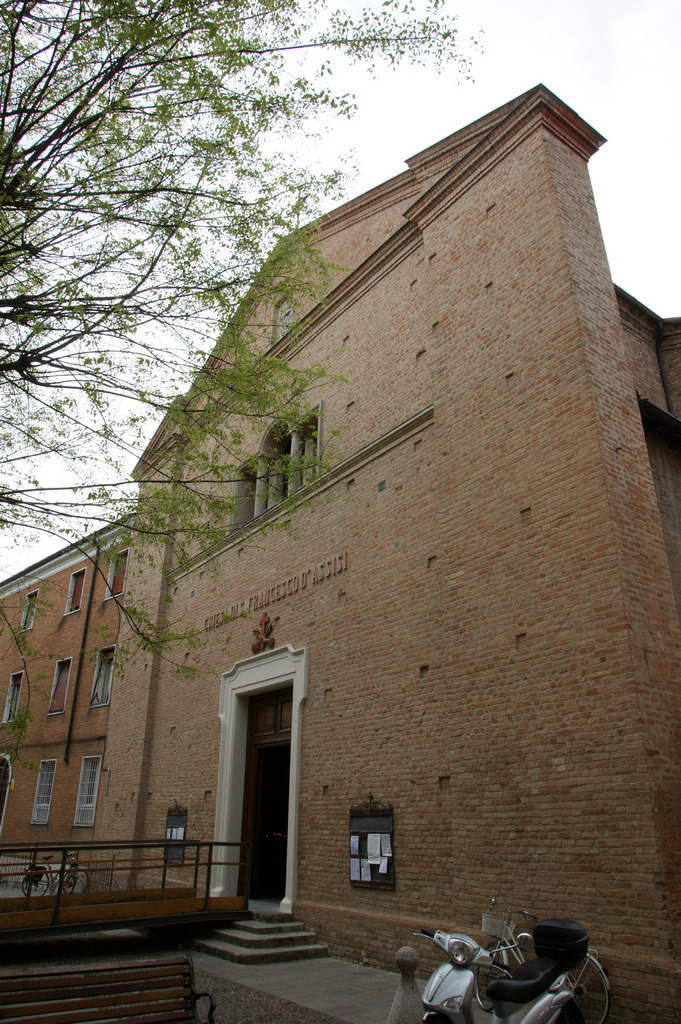
La Chiesa di San Francesco
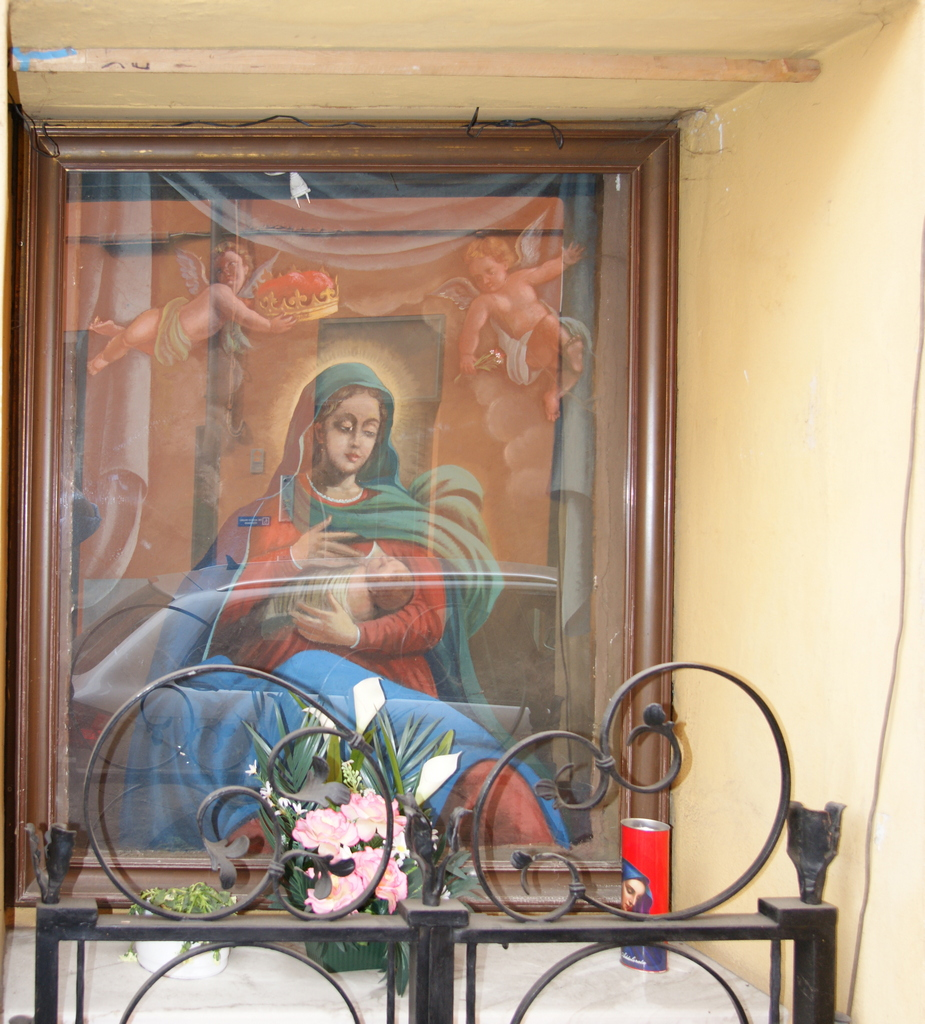
La Beata Vergine della Neve
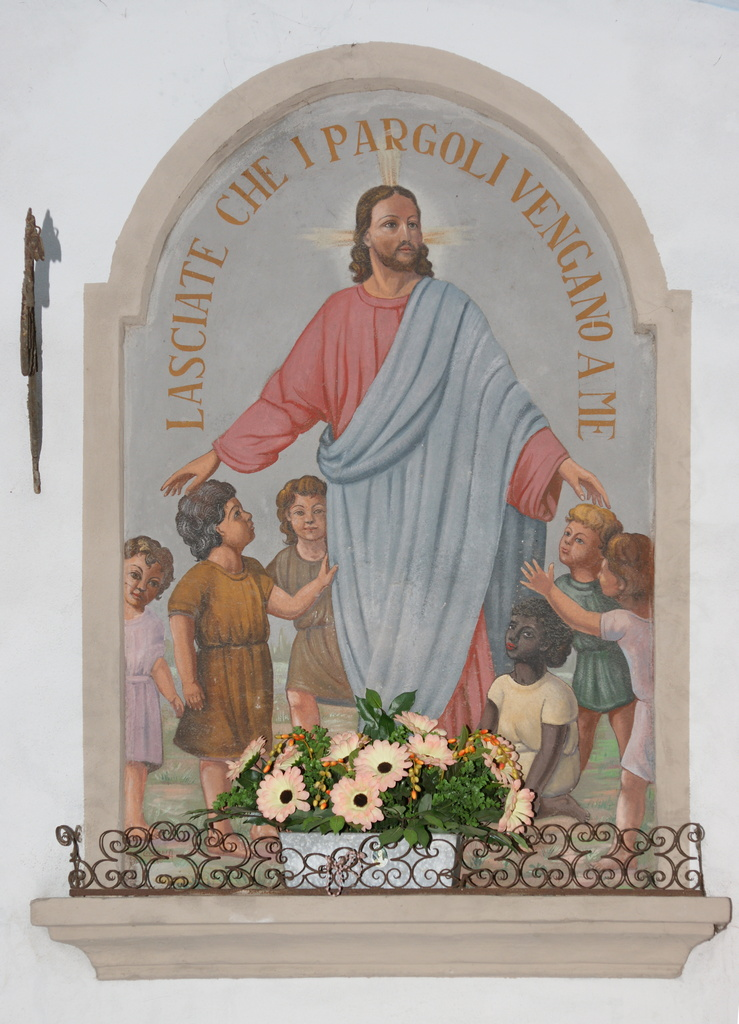
Il Cristo
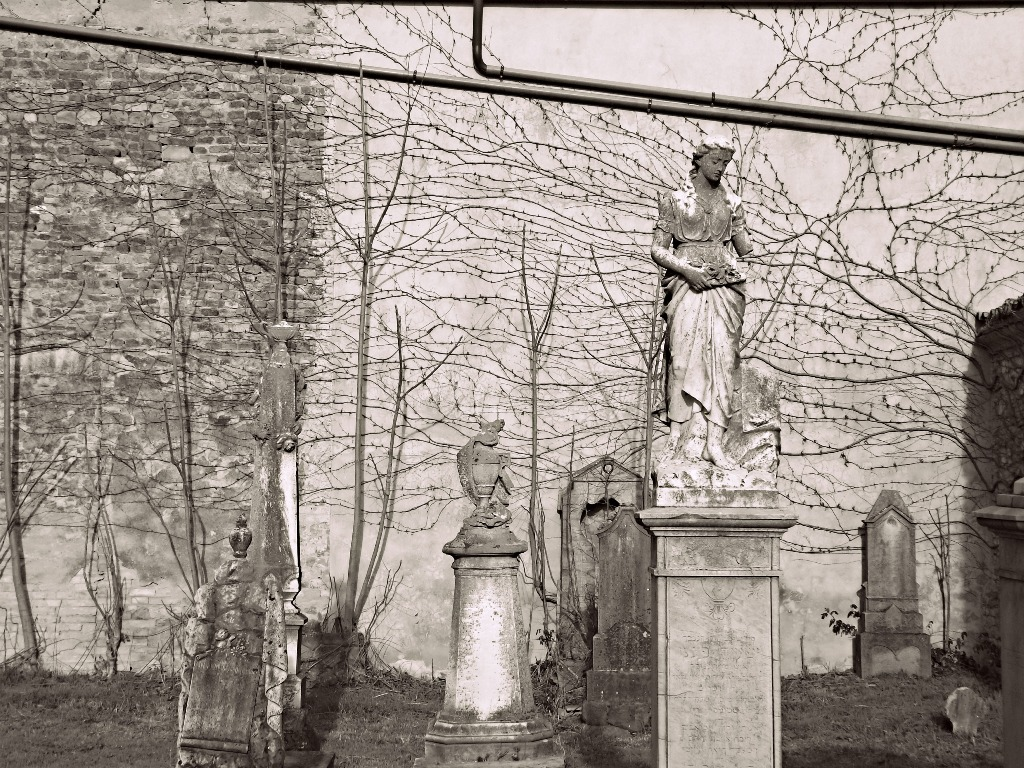
Un Particolare del Cimitero Ebraico
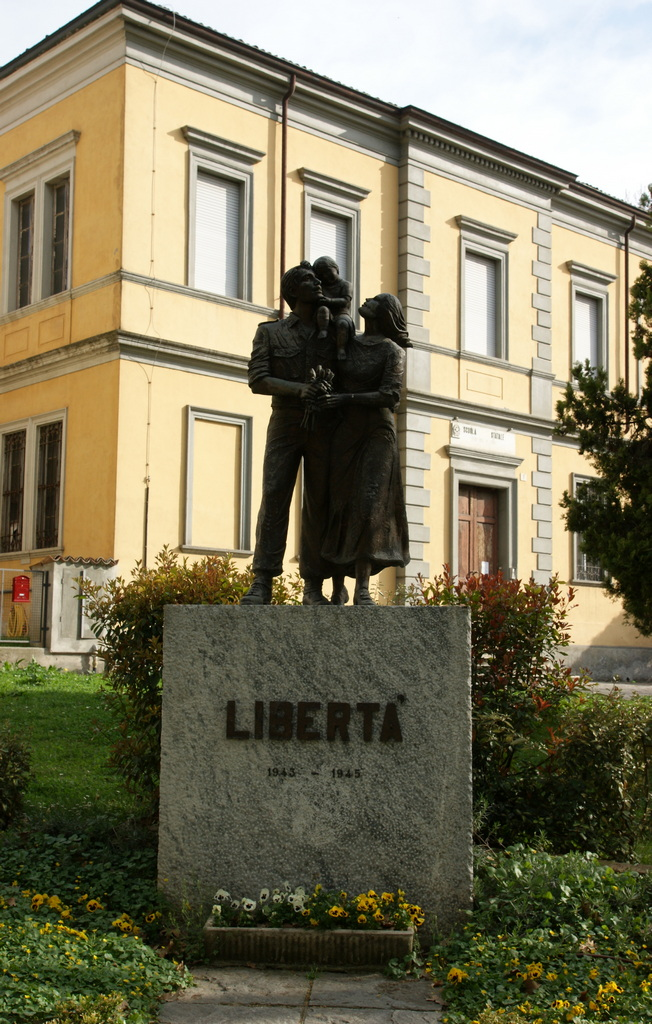
Il Monumento alla Libertà
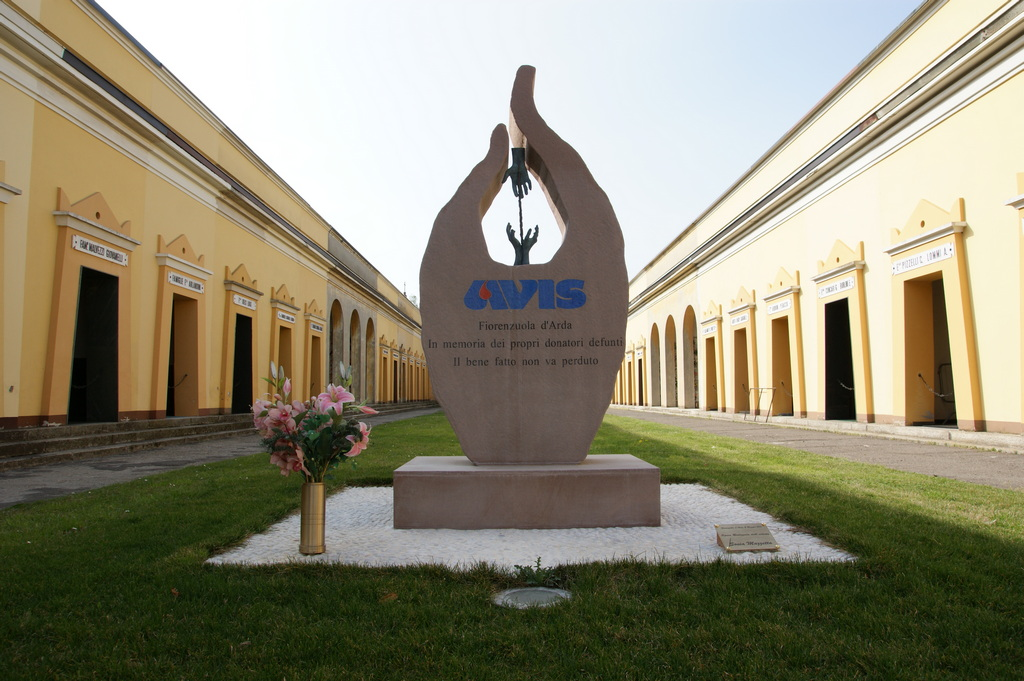
Il Monumento ai Donatori AVIS
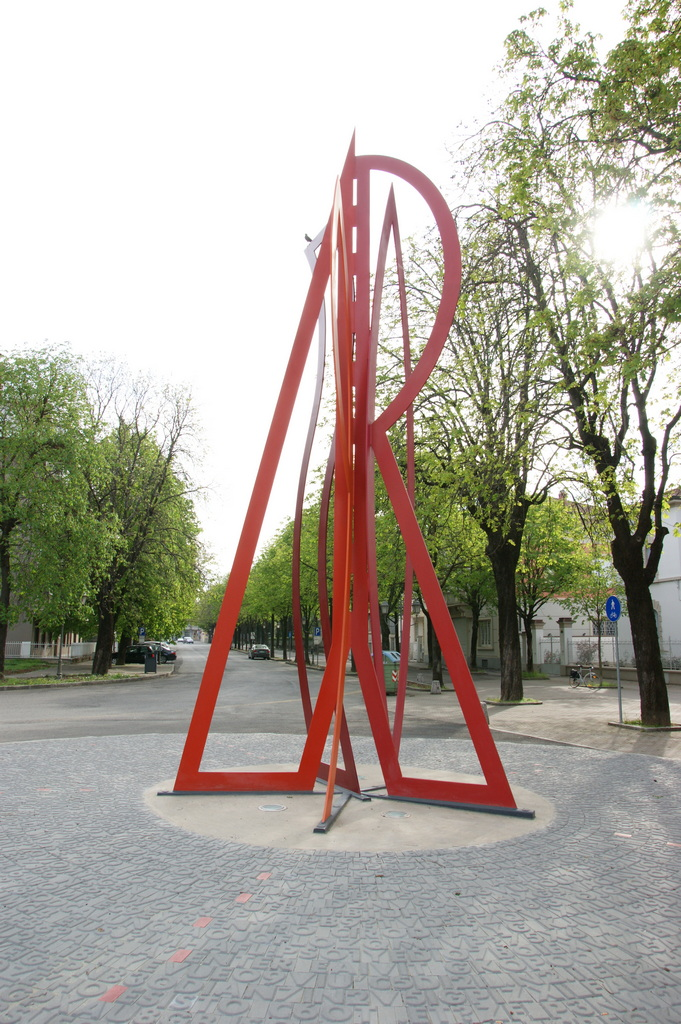
Il Monumento della Stazione FFSS
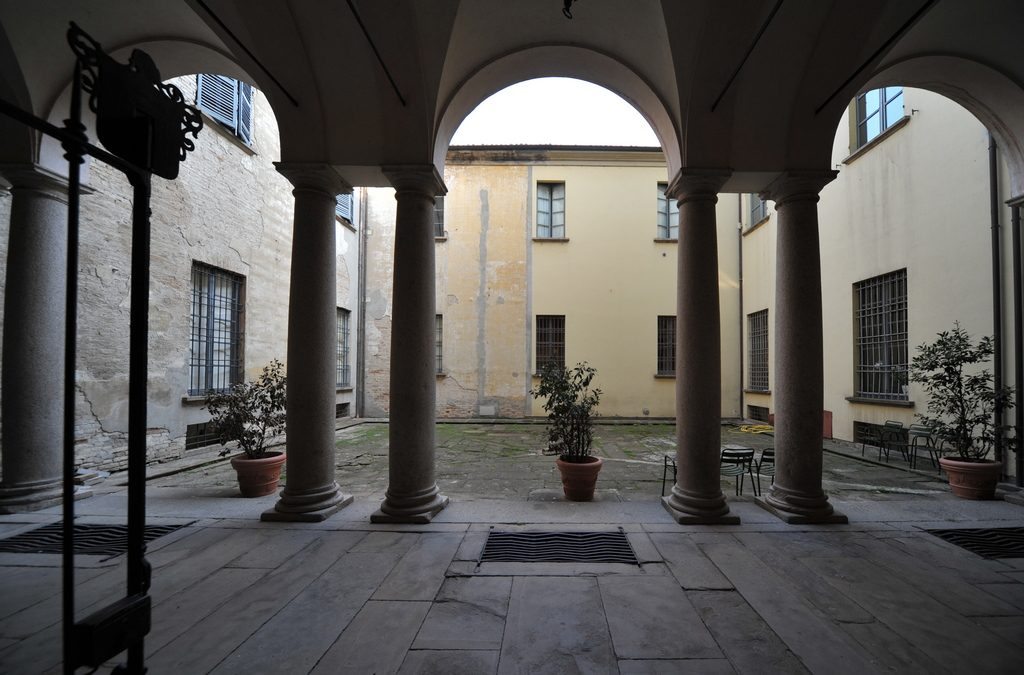
Interno di Palazzo Lucca
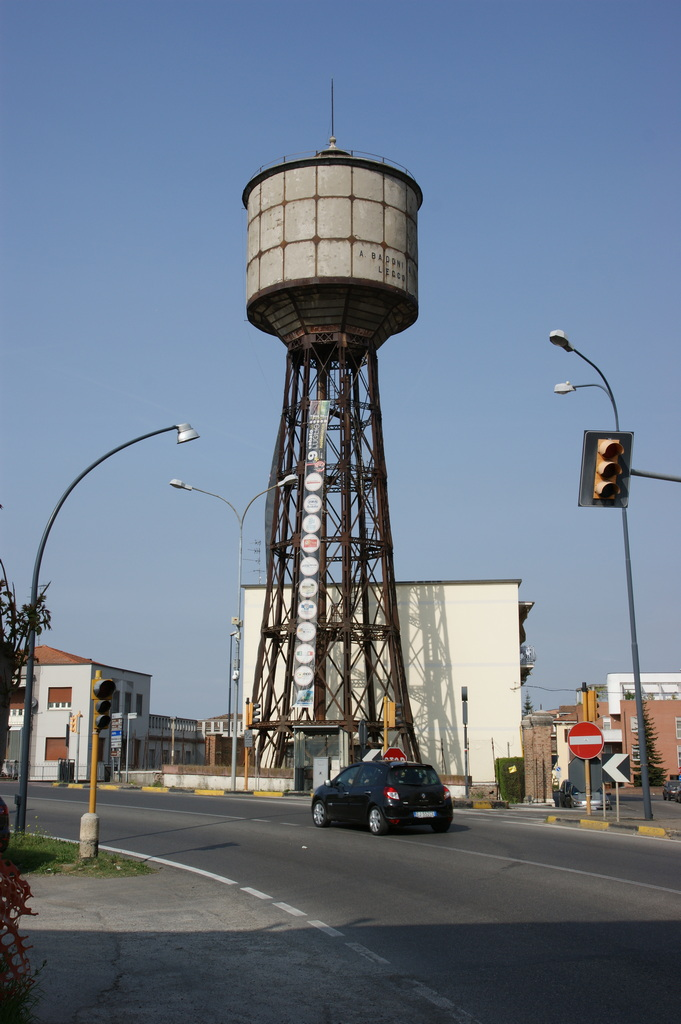
Il "Vascone" di Fiorenzuola d'Arda
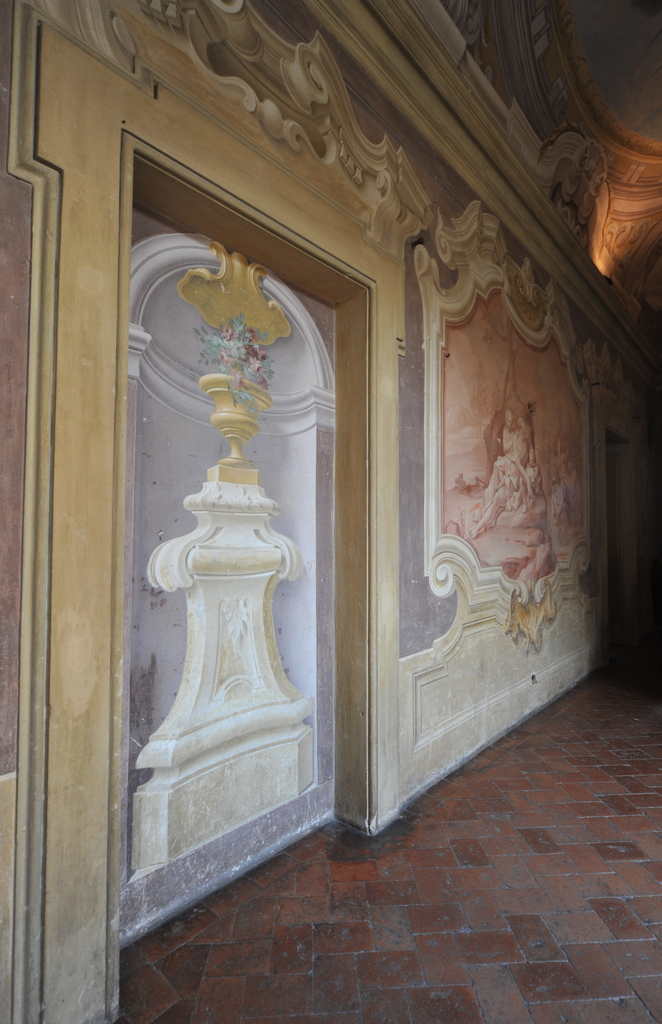
Interno di Palazzo Lucca
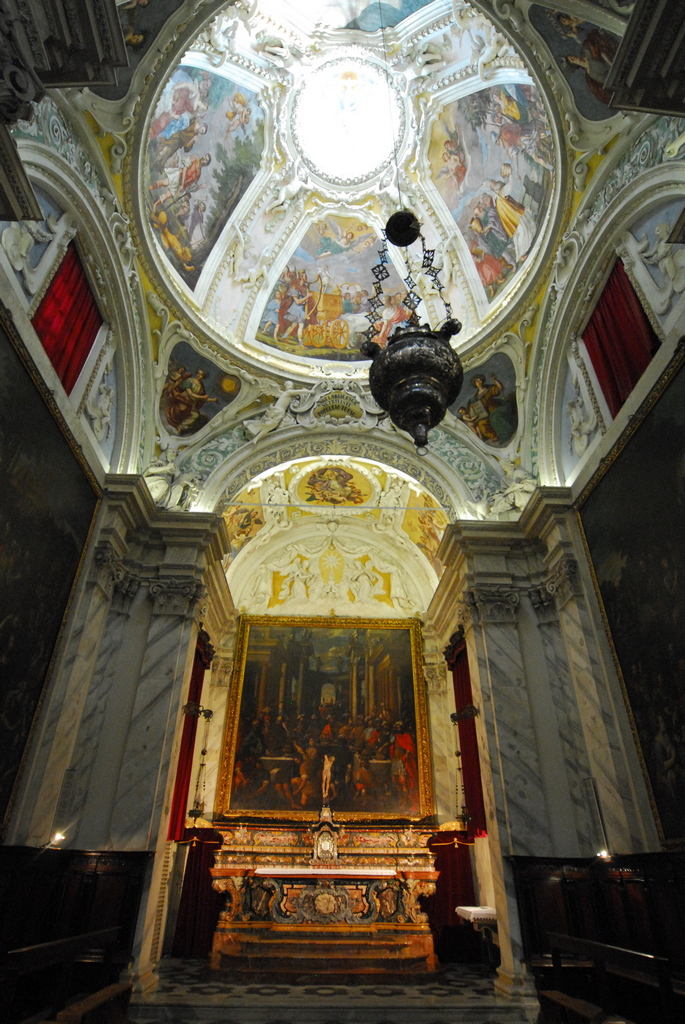
Interno della Collegiata di San Fiorenzo
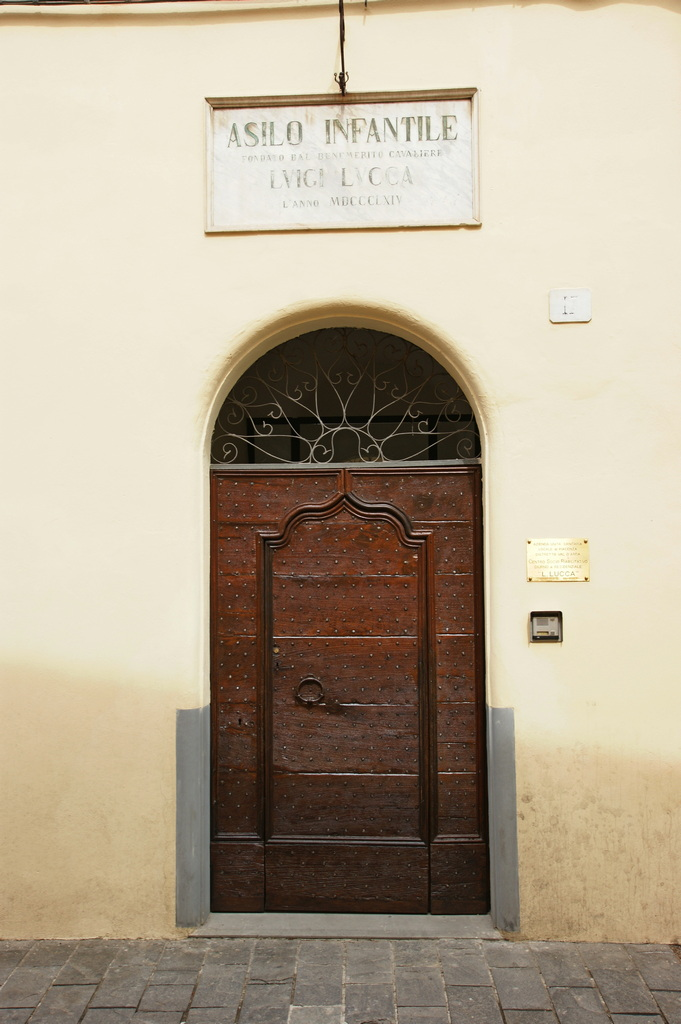
Ingresso dell'Asilo Lucca
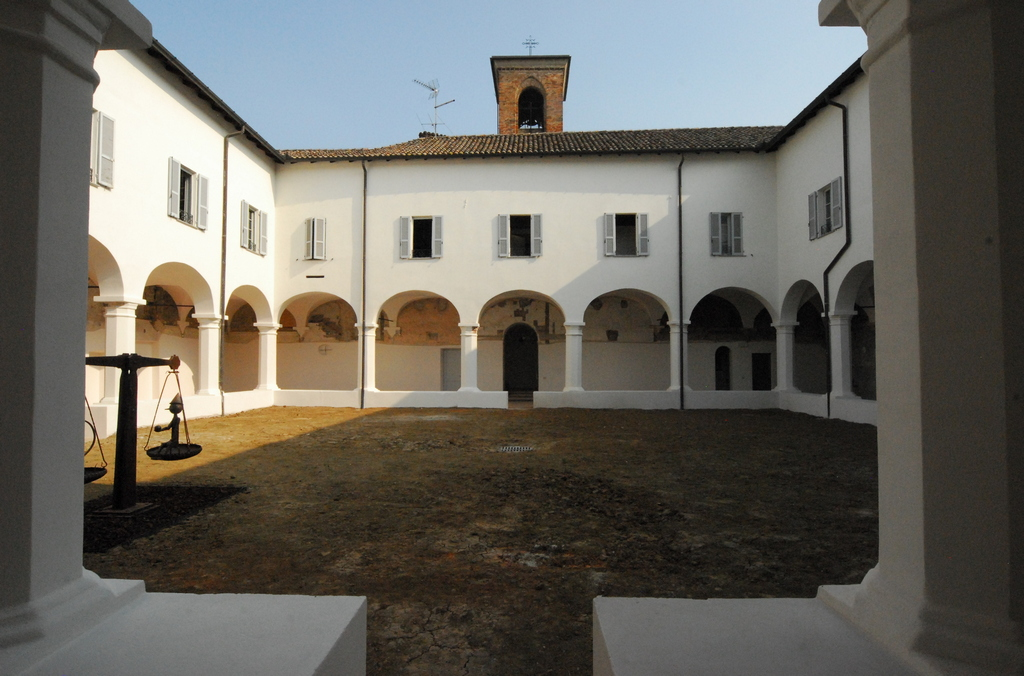
Interno dell'Asilo Lucca
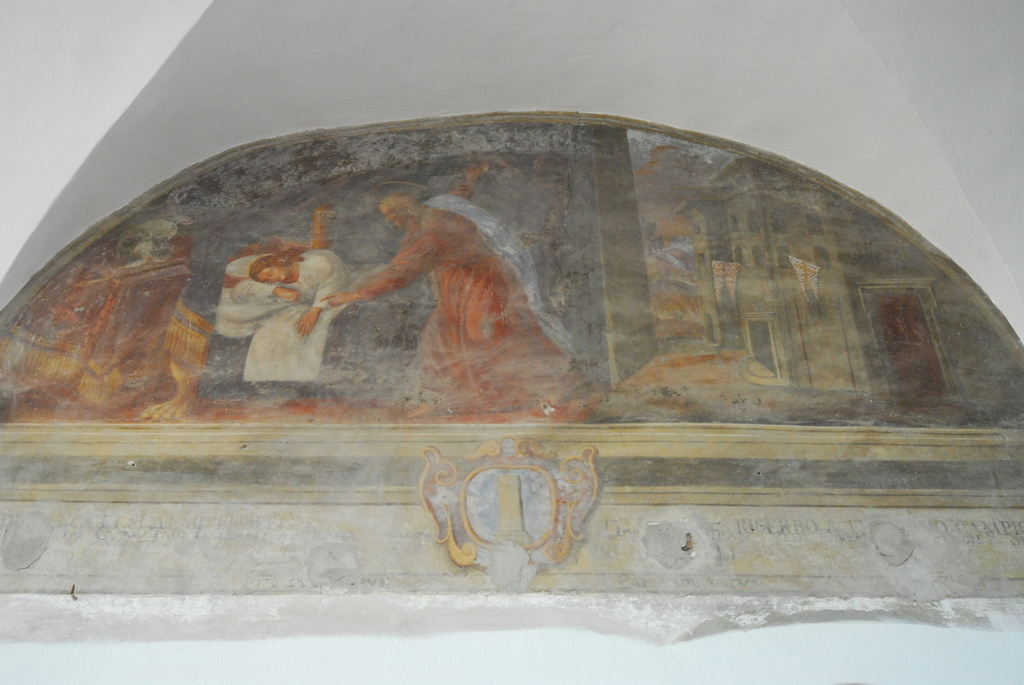
Particolare dell'Asilo Lucca
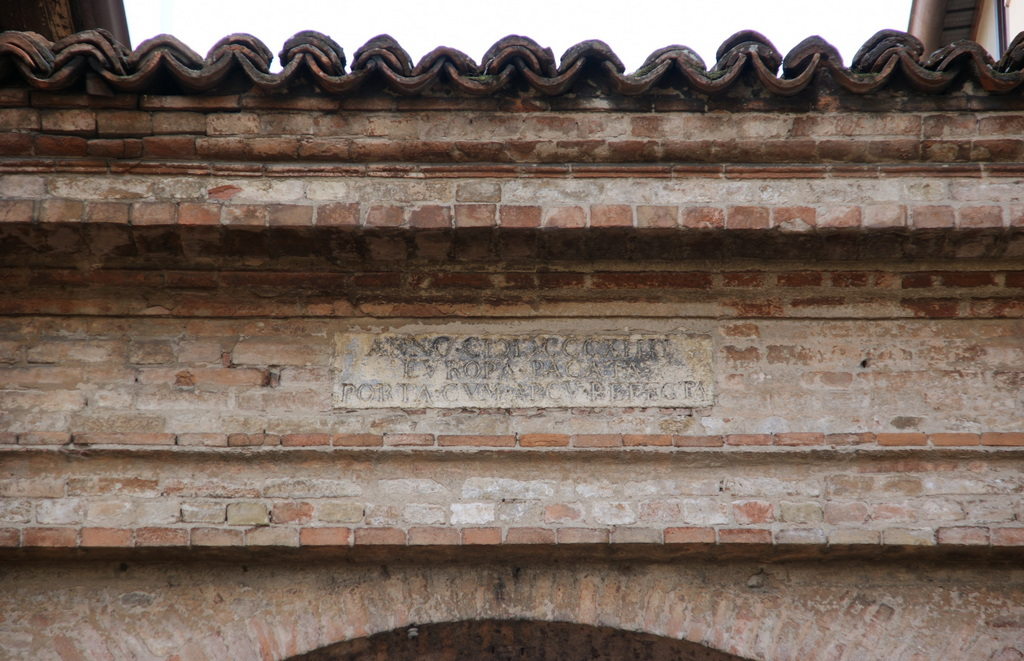
Particolare di Porta Piacenza
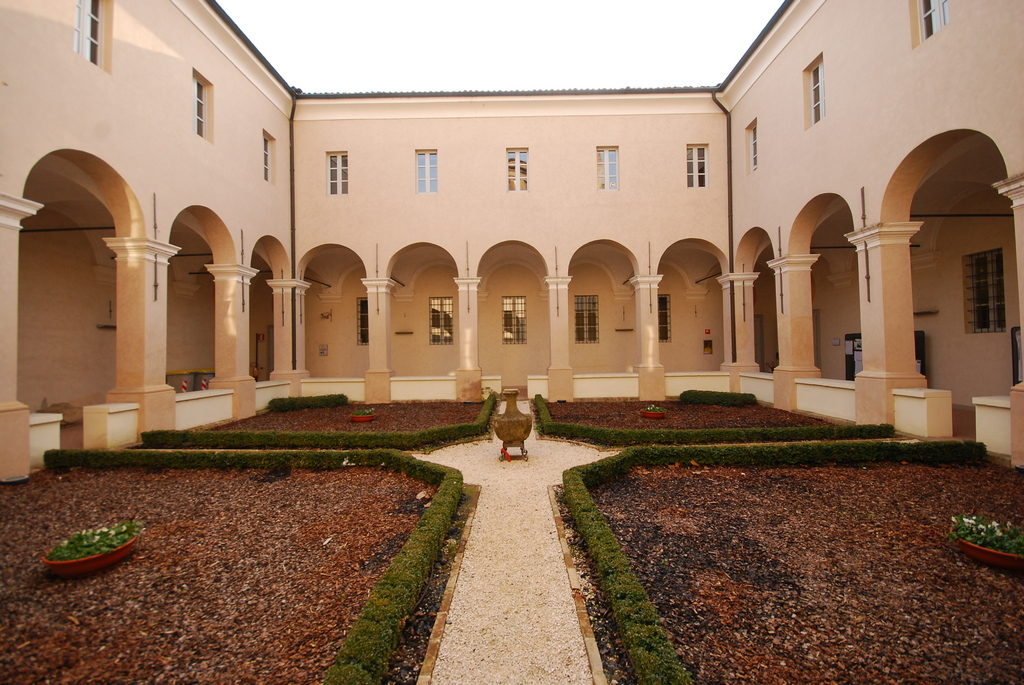
Interno dell'ex-Convento San Giovanni
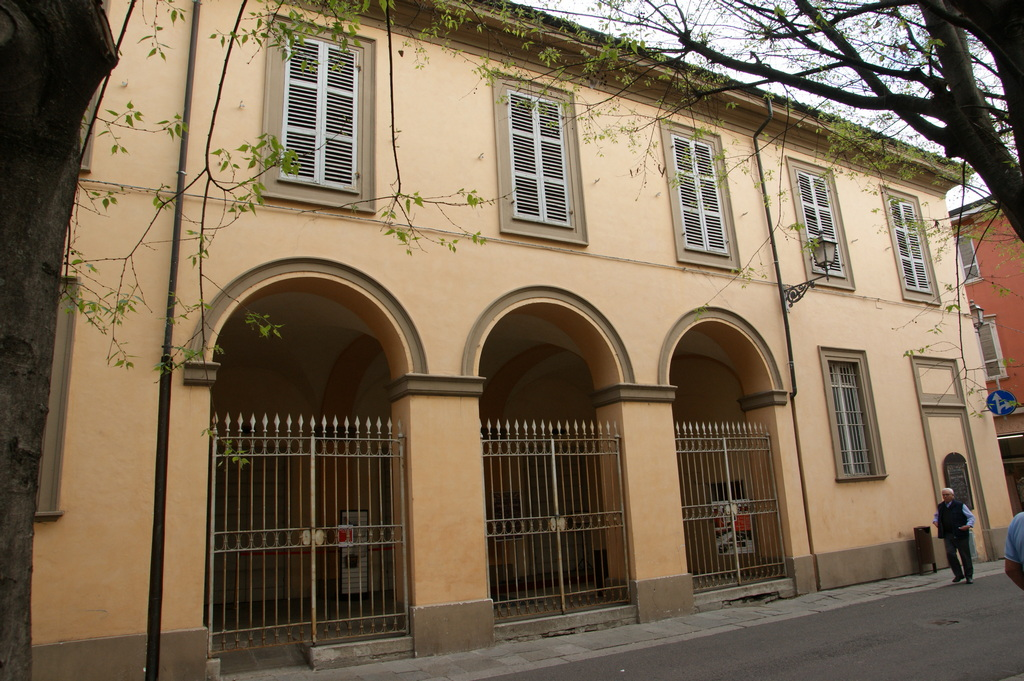
Ingresso del Teatro Verdi

Galleria fotografica vie e piazze
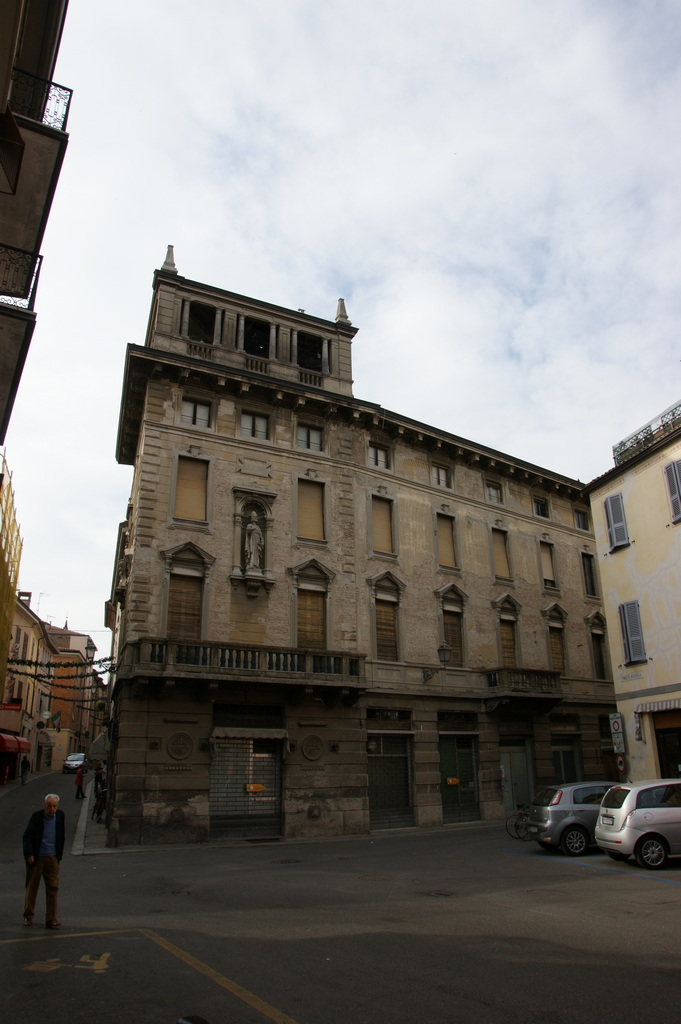
Piazza Marsala
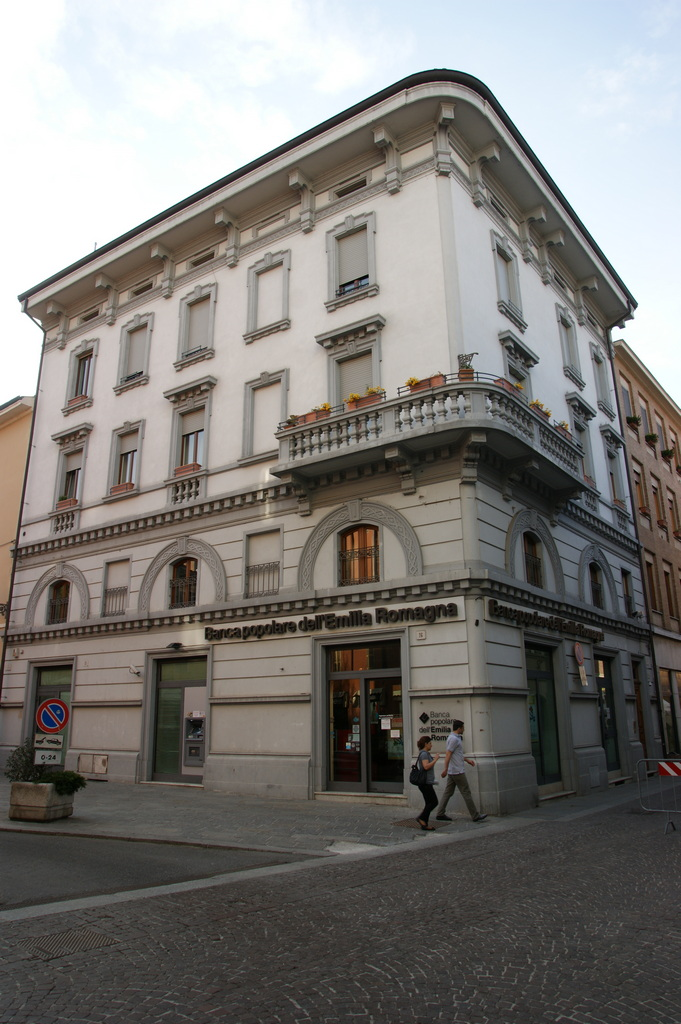
Incrocio Piazza Marsala-Corso Garibaldi
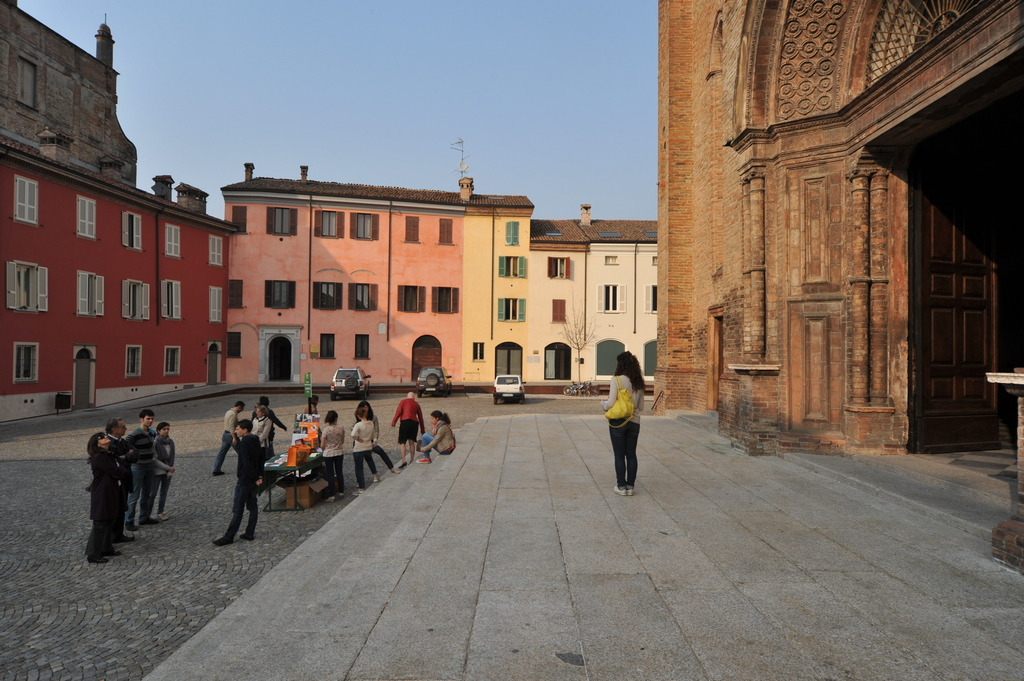
Ingresso Collegiata in Piazza Molinari
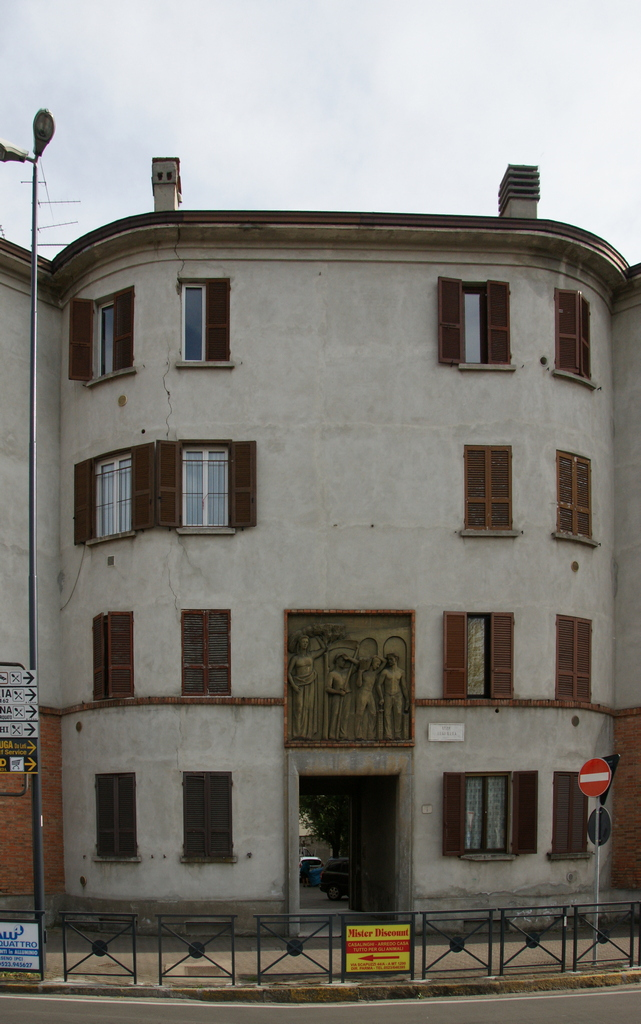
Le Case operaie
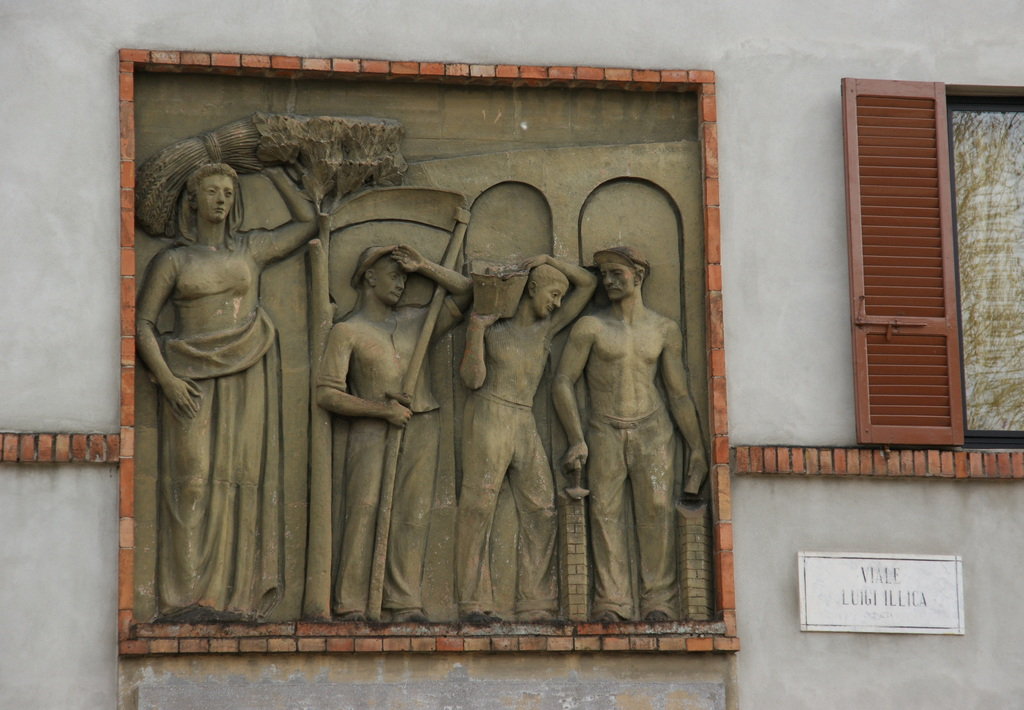
Particolare delle Case operaie
Porzione di Corso Garibaldi
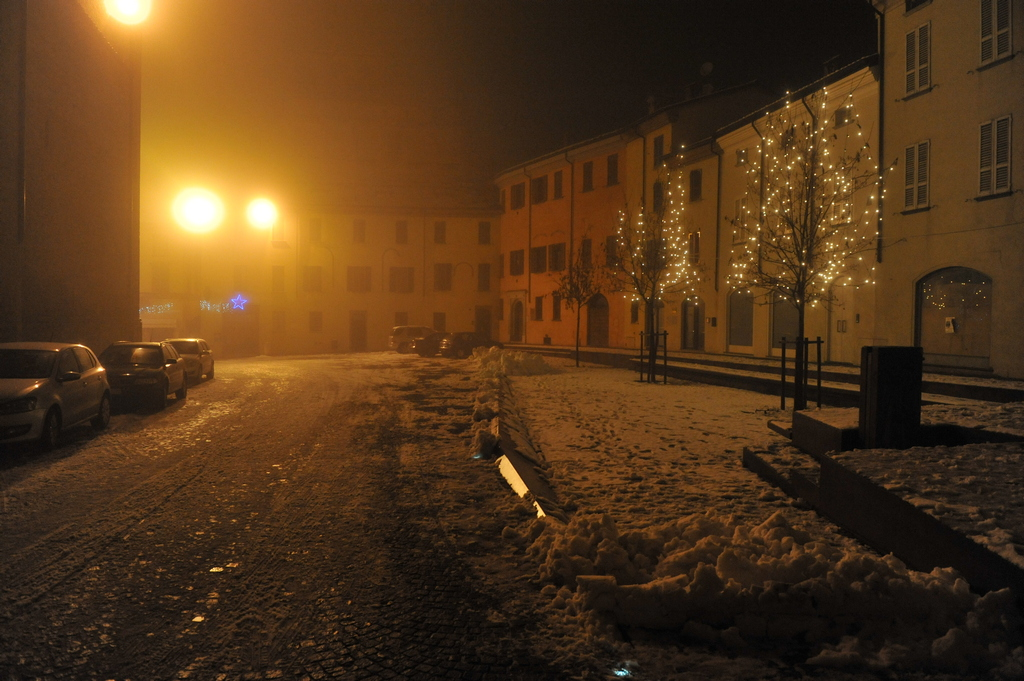
Piazza Molinari a Natale
Corso Garibaldi: la ex-sede del Comune
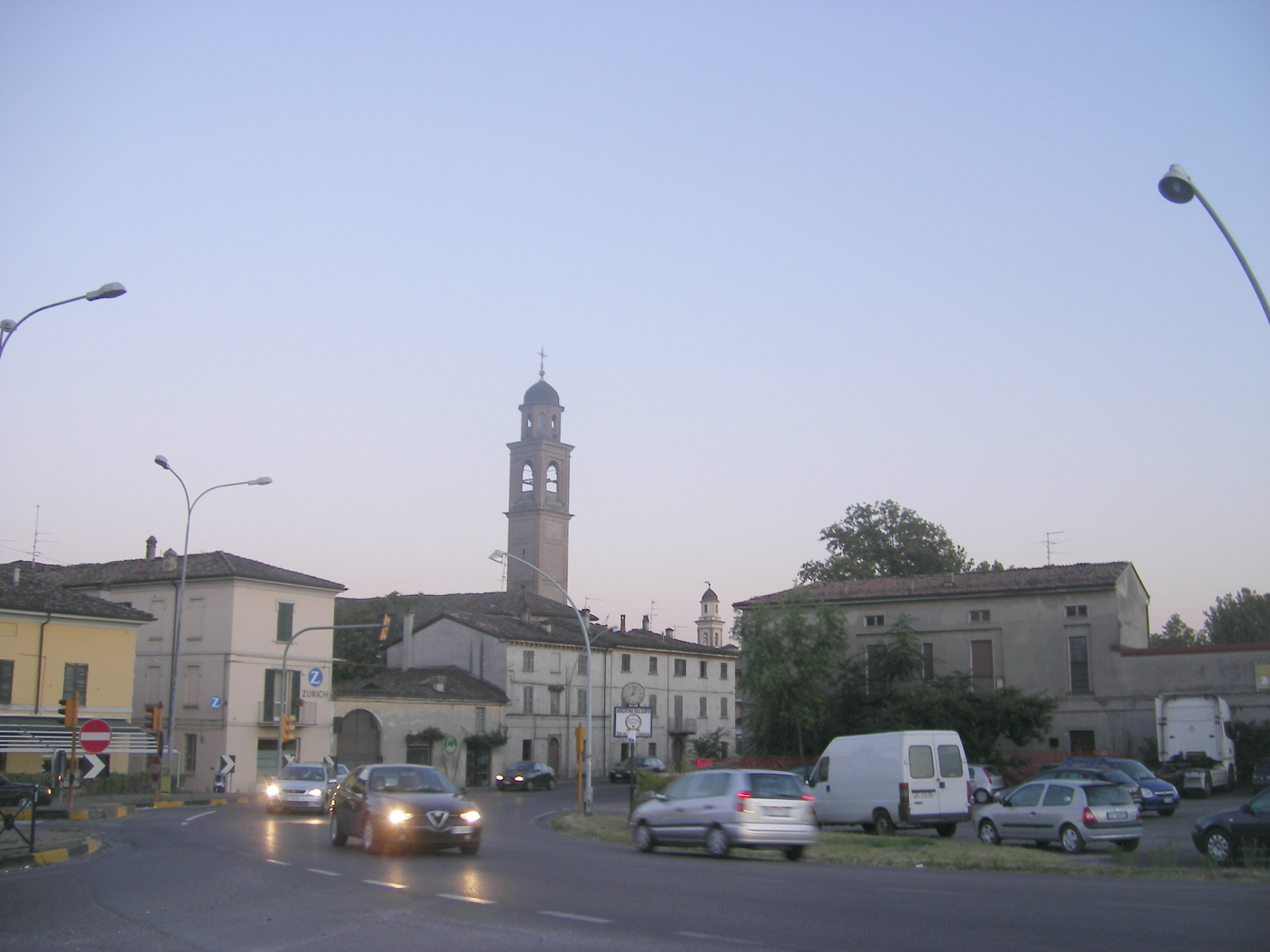
Ingresso a Fiorenzuola d'Arda